# Wereldkampioenschap voetbal vrouwen 2019 (kwalificatie UEFA)
Tijdens de UEFA kwalificaties voor het wereldkampioenschap voetbal vrouwen 2019 probeerden 46 Europese landenteams zich te kwalificeren voor het eindtoernooi dat werd gehouden in Frankrijk. De UEFA had in totaal 8 plaatsen te vergeven. Gastland Frankrijk was automatisch geplaatst.

## Schema
Van de 46 deelnemende Europese landenteams speelden de 16 laagst geklasseerde teams een voorronde in vier groepen. De vier groepswinnaars en de beste nummer twee plaatsten zich voor de groepsfase van het kwalificatietoernooi.
Deze vijf teams en de 30 hoogst geklasseerde landenteams speelden een groepsfase in 7 groepen. De groepswinnaars plaatsten zich direct voor het eindtoernooi. De vier sterkste nummers 2 uit het kwalificatietoernooi speelden een play-off om de laatste beschikbare plaats.
De volgende speeldata waren vastgesteld voor de kwalificatie:
| Fase       | FIFA Internationale data       |
| ---------- | ------------------------------ |
| Voorronde  | 6–11 april 2017                |
| Groepsfase | 11–19 september 2017           |
| Groepsfase | 16–24 oktober 2017             |
| Groepsfase | 20–28 november 2017            |
| Groepsfase | 15–23 januari 2018             |
| Groepsfase | 26 februari – 6 maart 2018     |
| Groepsfase | 2–10 april 2018                |
| Groepsfase | 4–12 juni 2018                 |
| Groepsfase | 27 augustus – 4 september 2018 |
| Play-offs  | 1–9 oktober 2018               |
| Play-offs  | 5–13 november 2018             |

## Voorronde
De loting voor de voorronde vond plaats op 19 januari 2017 in Nyon, Zwitserland. Er werd gespeeld in 4 groepen van 4 ploegen. De opzet is een soort minitoernooi. In een tijdsbestek van 6 dagen speelden alle ploegen eenmaal tegen elkaar. De 4 groepswinnaars en de beste nummer 2 kwalificeerden zich voor de volgende ronde.

### Groep 1
| Pos | Team        | Wed | W | G | V | Ptn | DV | DT | +/− | Kwalificatie            |       | Vlag van Kazachstan | Vlag van Letland | Vlag van Georgië | Vlag van Estland |
| --- | ----------- | --- | - | - | - | --- | -- | -- | --- | ----------------------- | ----- | ------------------- | ---------------- | ---------------- | ---------------- |
| 1   | Kazachstan  | 3   | 2 | 1 | 0 | 7   | 4  | 2  | +2  | Door naar de groepsfase |       |                     | 2 – 2            | 1 – 0            |                  |
| 2   | Letland     | 3   | 1 | 2 | 0 | 5   | 7  | 3  | +4  |                         |       |                     |                  | 1 – 1            |                  |
| 3   | Georgië (G) | 3   | 1 | 1 | 1 | 4   | 3  | 3  | 0   |                         |       |                     |                  | 2 – 1            |                  |
| 4   | Estland     | 3   | 0 | 0 | 3 | 0   | 1  | 7  | −6  |                         | 0 – 1 | 0 – 4               |                  |                  |                  |

|                            |         |         |                                                     |                                                                                    |
| 6 april 2017 14.00 (UTC+4) | Estland | 0 – 4   | Letland                                             | Micheil Meschistadion 2, Tbilisi Toeschouwers: 100 Scheidsrechter: Zuzana Kováčová |
| 6 april 2017 14.00 (UTC+4) |         | Verslag | 37' Fjodorova 44' Spruntule 62' Voitāne 68' Ševcova | Micheil Meschistadion 2, Tbilisi Toeschouwers: 100 Scheidsrechter: Zuzana Kováčová |

|                            |                 |         |         |                                                                                    |
| 6 april 2017 16.00 (UTC+4) | Kazachstan      | 1 – 0   | Georgië | Micheil Meschistadion, Tbilisi Toeschouwers: 200 Scheidsrechter: Eleni Lampadariou |
| 6 april 2017 16.00 (UTC+4) | Nikolajenko 34' | Verslag |         | Micheil Meschistadion, Tbilisi Toeschouwers: 200 Scheidsrechter: Eleni Lampadariou |

|                            |                     |         |                            |                                                                                    |
| 8 april 2017 14.00 (UTC+4) | Kazachstan          | 2 – 2   | Letland                    | Micheil Meschistadion 2, Tbilisi Toeschouwers: 70 Scheidsrechter: Ivana Projkovska |
| 8 april 2017 14.00 (UTC+4) | Mjasnikova 75', 85' | Verslag | 37' Fjodorova 64' Fedotova | Micheil Meschistadion 2, Tbilisi Toeschouwers: 70 Scheidsrechter: Ivana Projkovska |

|                            |                           |         |           |                                                                                  |
| 8 april 2017 16.00 (UTC+4) | Georgië                   | 2 – 1   | Estland   | Micheil Meschistadion, Tbilisi Toeschouwers: 200 Scheidsrechter: Zuzana Kováčová |
| 8 april 2017 16.00 (UTC+4) | Ttsjkonia 16' Gabelia 22' | Verslag | 59' Aarna | Micheil Meschistadion, Tbilisi Toeschouwers: 200 Scheidsrechter: Zuzana Kováčová |

|                             |         |         |                 |                                                                                     |
| 11 april 2017 16.00 (UTC+4) | Estland | 0 – 1   | Kazachstan      | Micheil Meschistadion 2, Tbilisi Toeschouwers: 50 Scheidsrechter: Eleni Lampadariou |
| 11 april 2017 16.00 (UTC+4) |         | Verslag | 62' Nikolajenko | Micheil Meschistadion 2, Tbilisi Toeschouwers: 50 Scheidsrechter: Eleni Lampadariou |

|                             |             |         |             |                                                                                   |
| 11 april 2017 16.00 (UTC+4) | Letland     | 1 – 1   | Georgië     | Micheil Meschistadion, Tbilisi Toeschouwers: 100 Scheidsrechter: Ivana Projkovska |
| 11 april 2017 16.00 (UTC+4) | Miksone 45' | Verslag | 19' Danelia | Micheil Meschistadion, Tbilisi Toeschouwers: 100 Scheidsrechter: Ivana Projkovska |

### Groep 2
| Pos | Team        | Wed | W | G | V | Ptn | DV | DT | +/− | Kwalificatie            |       | Vlag van Albanië | Vlag van Griekenland | Vlag van Malta | Vlag van Kosovo |
| --- | ----------- | --- | - | - | - | --- | -- | -- | --- | ----------------------- | ----- | ---------------- | -------------------- | -------------- | --------------- |
| 1   | Albanië (G) | 3   | 2 | 1 | 0 | 7   | 5  | 3  | +2  | Door naar de groepsfase |       |                  | 2 – 1                |                | 3 – 2           |
| 2   | Griekenland | 3   | 2 | 0 | 1 | 6   | 8  | 2  | +6  |                         |       |                  |                      | 1 – 0          | 6 – 0           |
| 3   | Malta       | 3   | 1 | 1 | 1 | 4   | 3  | 2  | +1  |                         | 0 – 0 |                  |                      |                |                 |
| 4   | Kosovo      | 3   | 0 | 0 | 3 | 0   | 3  | 12 | −9  |                         |       |                  | 1 – 3                |                |                 |

|                            |                                            |         |                |                                                                           |
| 6 april 2017 12.00 (UTC+2) | Albanië                                    | 3 – 2   | Kosovo         | Elbasan Arena, Elbasan Toeschouwers: 1.500 Scheidsrechter: Lorraine Clark |
| 6 april 2017 12.00 (UTC+2) | Bajraktari 17' Velaj 75' Musa 90+6' (e.d.) | Verslag | 35', 59' Rexha | Elbasan Arena, Elbasan Toeschouwers: 1.500 Scheidsrechter: Lorraine Clark |

|                            |                  |         |       |                                                                                  |
| 6 april 2017 14.00 (UTC+2) | Griekenland      | 1 – 0   | Malta | Selman Stërmasistadion, Tirana Toeschouwers: 100 Scheidsrechter: Lina Lehtovaara |
| 6 april 2017 14.00 (UTC+2) | Papadopoulou 18' | Verslag |       | Selman Stërmasistadion, Tirana Toeschouwers: 100 Scheidsrechter: Lina Lehtovaara |

|                            |                                                                                |         |        |                                                                             |
| 8 april 2017 12.00 (UTC+2) | Griekenland                                                                    | 6 – 0   | Kosovo | Selman Stërmasistadion, Tirana Toeschouwers: 100 Scheidsrechter: Amy Rayner |
| 8 april 2017 12.00 (UTC+2) | Markou 33' Chatzigiannidou 39' Kakambouki 51' Nati 57' Kongouli 76' Sidira 82' | Verslag |        | Selman Stërmasistadion, Tirana Toeschouwers: 100 Scheidsrechter: Amy Rayner |

|                            |         |       |         |                                                                         |
| 8 april 2017 14.00 (UTC+2) | Malta   | 0 – 0 | Albanië | Elbasan Arena, Elbasan Toeschouwers: 300 Scheidsrechter: Lorraine Clark |
| 8 april 2017 14.00 (UTC+2) | Verslag |       |         | Elbasan Arena, Elbasan Toeschouwers: 300 Scheidsrechter: Lorraine Clark |

|                             |                    |         |                      |                                                                            |
| 11 april 2017 14.00 (UTC+2) | Albanië            | 2 – 1   | Griekenland          | Elbasan Arena, Elbasan Toeschouwers: 4.000 Scheidsrechter: Lina Lehtovaara |
| 11 april 2017 14.00 (UTC+2) | Doçi 16' Velaj 90' | Verslag | 18' Nati 49' Gkatsou | Elbasan Arena, Elbasan Toeschouwers: 4.000 Scheidsrechter: Lina Lehtovaara |

|                             |           |         |                                    |                                                                             |
| 11 april 2017 14.00 (UTC+2) | Kosovo    | 1 – 3   | Malta                              | Selman Stërmasistadion, Tirana Toeschouwers: 100 Scheidsrechter: Amy Rayner |
| 11 april 2017 14.00 (UTC+2) | Shala 80' | Verslag | 12' Cuschieri 27' Flask 38' Theuma | Selman Stërmasistadion, Tirana Toeschouwers: 100 Scheidsrechter: Amy Rayner |

### Groep 3
| Pos | Team         | Wed | W | G | V | Ptn | DV | DT | +/− | Kwalificatie            |  | Vlag van Israël | Vlag van Moldavië | Vlag van Litouwen | Vlag van Andorra |
| --- | ------------ | --- | - | - | - | --- | -- | -- | --- | ----------------------- |  | --------------- | ----------------- | ----------------- | ---------------- |
| 1   | Israël       | 3   | 2 | 1 | 0 | 7   | 9  | 0  | +9  | Door naar de groepsfase |  |                 |                   | 2 – 0             | 7 – 0            |
| 2   | Moldavië     | 3   | 2 | 1 | 0 | 7   | 6  | 0  | +6  | Door naar de groepsfase |  | 0 – 0           |                   |                   | 4 – 0            |
| 3   | Litouwen (G) | 3   | 1 | 0 | 2 | 3   | 2  | 4  | −2  |                         |  |                 | 0 – 2             |                   |                  |
| 4   | Andorra      | 3   | 0 | 0 | 3 | 0   | 0  | 13 | −13 |                         |  |                 | 0 – 2             |                   |                  |

|                            |                                                                            |         |         |                                                                  |
| 6 april 2017 14.00 (UTC+3) | Moldavië                                                                   | 4 – 0   | Andorra | LFF-stadion, Vilnius Toeschouwers: 20 Scheidsrechter: Marte Sørø |
| 6 april 2017 14.00 (UTC+3) | Chiper 9' Andone 36', 59' Cerescu 41' Munteanu 45' (pen.) Colesnicenco 71' | Verslag |         | LFF-stadion, Vilnius Toeschouwers: 20 Scheidsrechter: Marte Sørø |

|                            |                     |         |          |                                                                         |
| 6 april 2017 18.30 (UTC+3) | Israël              | 2 – 0   | Litouwen | LFF-stadion, Vilnius Toeschouwers: 350 Scheidsrechter: Sofia Karagiorgi |
| 6 april 2017 18.30 (UTC+3) | Awad 77' Falkon 90' | Verslag |          | LFF-stadion, Vilnius Toeschouwers: 350 Scheidsrechter: Sofia Karagiorgi |

|                            |                         |         |                                    |                                                                   |
| 8 april 2017 15.00 (UTC+3) | Litouwen                | 0 – 2   | Moldavië                           | LFF-stadion, Vilnius Toeschouwers: 200 Scheidsrechter: Marte Sørø |
| 8 april 2017 15.00 (UTC+3) | Neverdauskaitė 25', 52' | Verslag | 90+2' (e.d.) Mikutaitė 90+3' Țabur | LFF-stadion, Vilnius Toeschouwers: 200 Scheidsrechter: Marte Sørø |

|                            |                                                                                          |         |         |                                                                        |
| 8 april 2017 18.30 (UTC+3) | Israël                                                                                   | 7 – 0   | Andorra | LFF-stadion, Vilnius Toeschouwers: 10 Scheidsrechter: Barbara Poxhofer |
| 8 april 2017 18.30 (UTC+3) | Shahaf 15', 37' Tizón 29' (e.d.) Rogers 34' D. Sofer 45+1' (pen.), 47' Sendel 62' (pen.) | Verslag |         | LFF-stadion, Vilnius Toeschouwers: 10 Scheidsrechter: Barbara Poxhofer |

|                             |          |       |        |                                                                        |
| 11 april 2017 15.00 (UTC+3) | Moldavië | 0 – 0 | Israël | LFF-stadion, Vilnius Toeschouwers: 10 Scheidsrechter: Sofia Karagiorgi |
| 11 april 2017 15.00 (UTC+3) | Verslag  |       |        | LFF-stadion, Vilnius Toeschouwers: 10 Scheidsrechter: Sofia Karagiorgi |

|                             |         |         |                                 |                                                                                                 |
| 11 april 2017 15.00 (UTC+3) | Andorra | 0 – 2   | Litouwen                        | Nacionalinė futbolo akademija Kaunas, Kaunas Toeschouwers: 108 Scheidsrechter: Barbara Poxhofer |
| 11 april 2017 15.00 (UTC+3) |         | Verslag | 49' Kyžaitė 90+2' Vaičiulaitytė | Nacionalinė futbolo akademija Kaunas, Kaunas Toeschouwers: 108 Scheidsrechter: Barbara Poxhofer |

### Groep 4
| Pos | Team        | Wed | W | G | V | Ptn | DV | DT | +/− | Kwalificatie            |       | Vlag van Faeröer | Vlag van Turkije | Vlag van Montenegro | Vlag van Luxemburg |
| --- | ----------- | --- | - | - | - | --- | -- | -- | --- | ----------------------- | ----- | ---------------- | ---------------- | ------------------- | ------------------ |
| 1   | Faeröer (G) | 3   | 3 | 0 | 0 | 9   | 9  | 3  | +6  | Door naar de groepsfase |       |                  | 2 – 1            |                     | 5 – 1              |
| 2   | Turkije     | 3   | 2 | 0 | 1 | 6   | 13 | 3  | +10 |                         |       |                  |                  | 3 – 0               | 9 – 1              |
| 3   | Montenegro  | 3   | 1 | 0 | 2 | 3   | 8  | 6  | +2  |                         | 1 – 2 |                  |                  |                     |                    |
| 4   | Luxemburg   | 3   | 0 | 0 | 3 | 0   | 3  | 21 | −18 |                         |       |                  | 1 – 7            |                     |                    |

|                            |                               |         |            |                                                                    |
| 6 april 2017 15.00 (UTC+1) | Turkije                       | 3 – 0   | Montenegro | Tórsvøllur, Tórshavn Toeschouwers: 55 Scheidsrechter: Eszter Urbán |
| 6 april 2017 15.00 (UTC+1) | Topçu 15', 39' Altunkulak 28' | Verslag |            | Tórsvøllur, Tórshavn Toeschouwers: 55 Scheidsrechter: Eszter Urbán |

|                            |                                                            |         |            |                                                                        |
| 6 april 2017 19.30 (UTC+1) | Faeröer                                                    | 5 – 1   | Luxemburg  | Tórsvøllur, Tórshavn Toeschouwers: 195 Scheidsrechter: Petra Pavliková |
| 6 april 2017 19.30 (UTC+1) | H. Sevdal 7', 64' Klakstein 18' Á. Johannesen 37' Arge 54' | Verslag | 88' Birkel | Tórsvøllur, Tórshavn Toeschouwers: 195 Scheidsrechter: Petra Pavliková |

|                            |            |         |                           |                                                                        |
| 8 april 2017 15.00 (UTC+1) | Montenegro | 1 – 2   | Faeröer                   | Tórsvøllur, Tórshavn Toeschouwers: 210 Scheidsrechter: Petra Pavliková |
| 8 april 2017 15.00 (UTC+1) | Kuč 65'    | Verslag | 78' Klakstein 80' Nielsen | Tórsvøllur, Tórshavn Toeschouwers: 210 Scheidsrechter: Petra Pavliková |

|                            |                                                                                        |         |              |                                                                     |
| 8 april 2017 19.30 (UTC+1) | Turkije                                                                                | 9 – 1   | Luxemburg    | Tórsvøllur, Tórshavn Toeschouwers: 45 Scheidsrechter: Sarah Garratt |
| 8 april 2017 19.30 (UTC+1) | Topçu 10' Pekel 17', 51', 70' Elias 40' (e.d.) Altunkulak 57', 75', 86' Karagenç 90+3' | Verslag | 58' De Lemos | Tórsvøllur, Tórshavn Toeschouwers: 45 Scheidsrechter: Sarah Garratt |

|                             |                            |         |           |                                                                       |
| 11 april 2017 13.00 (UTC+1) | Faeröer                    | 2 – 1   | Turkije   | Tórsvøllur, Tórshavn Toeschouwers: 1.450 Scheidsrechter: Eszter Urbán |
| 11 april 2017 13.00 (UTC+1) | Andreasen 36' Simonsen 64' | Verslag | 17' Pekel | Tórsvøllur, Tórshavn Toeschouwers: 1.450 Scheidsrechter: Eszter Urbán |

|                             |              |         |                                                                  |                                                                     |
| 11 april 2017 13.00 (UTC+1) | Luxemburg    | 1 – 7   | Montenegro                                                       | Gundadalur, Tórshavn Toeschouwers: 10 Scheidsrechter: Sarah Garratt |
| 11 april 2017 13.00 (UTC+1) | De Lemos 80' | Verslag | 5', 27' Bulatović 35', 45+5' Djoković 48' Pavičević 50', 56' Kuč | Gundadalur, Tórshavn Toeschouwers: 10 Scheidsrechter: Sarah Garratt |

### Als tweede geplaatste teams
| Pos | Grp | Team        | Wed | W | G | V | Ptn | DV | DT | +/− | Kwalificatie            |
| --- | --- | ----------- | --- | - | - | - | --- | -- | -- | --- | ----------------------- |
| 1   | 3   | Moldavië    | 2   | 1 | 1 | 0 | 4   | 2  | 0  | +2  | Door naar de groepsfase |
| 2   | 4   | Turkije     | 2   | 1 | 0 | 1 | 3   | 4  | 2  | +2  |                         |
| 3   | 2   | Griekenland | 2   | 1 | 0 | 1 | 3   | 2  | 2  | 0   |                         |
| 4   | 1   | Letland     | 2   | 0 | 2 | 0 | 2   | 3  | 3  | 0   |                         |

## Groepsfase
De loting voor de groepsfase vond plaats op 25 april 2017 in Nyon, Zwitserland. Er werd gespeeld in 7 groepen van 5 ploegen. De opzet is een volledige competitie (thuis- en uitwedstrijd tegen elke ploeg). De 7 groepswinnaars plaatsten zich direct voor het eindtoernooi. De vier sterkste nummers 2 speelden een play-off om de laatste beschikbare plaats.

### Groep 1
| Pos | Team                  | Wed | W | G | V | Ptn | DV | DT | +/− | Kwalificatie       |       | Vlag van Engeland | Vlag van Wales | Vlag van Rusland | Vlag van Bosnië en Herzegovina | Vlag van Kazachstan |
| --- | --------------------- | --- | - | - | - | --- | -- | -- | --- | ------------------ | ----- | ----------------- | -------------- | ---------------- | ------------------------------ | ------------------- |
| 1   | Engeland              | 8   | 7 | 1 | 0 | 22  | 29 | 1  | +28 | Eindtoernooi       |       |                   | 0 – 0          | 6 – 0            | 4 – 0                          | 5 – 0               |
| 2   | Wales                 | 8   | 5 | 2 | 1 | 17  | 7  | 3  | +4  | Stand nummers twee |       | 0 – 3             |                | 3 – 0            | 1 – 0                          | 1 – 0               |
| 3   | Rusland               | 8   | 4 | 1 | 3 | 13  | 16 | 13 | +3  |                    |       | 1 – 3             | 0 – 0          |                  | 3 – 0                          | 3 – 0               |
| 4   | Bosnië en Herzegovina | 8   | 1 | 0 | 7 | 3   | 3  | 19 | −16 |                    | 0 – 2 | 0 – 1             | 1 – 6          |                  | 0 – 2                          |                     |
| 5   | Kazachstan            | 8   | 1 | 0 | 7 | 3   | 2  | 21 | −19 |                    | 0 – 6 | 0 – 1             | 0 – 3          | 0 – 2            |                                |                     |

1. 1 2  Onderling resultaat: Kazachstan 0 – 2 Bosnië en Herzegovina, Bosnië en Herzegovina 0 – 2 Kazachstan (gelijkspel op onderling resultaat, gerangschikt op doelsaldo).

|                                 |            |         |              |                                                                               |
| 17 september 2017 14:00 (UTC+2) | Kazachstan | 0 – 1   | Wales        | Astana Arena, Nur-Sultan Toeschouwers: 950 Scheidsrechter: Roezanna Petrosjan |
| 17 september 2017 14:00 (UTC+2) |            | Verslag | 54' Fishlock | Astana Arena, Nur-Sultan Toeschouwers: 950 Scheidsrechter: Roezanna Petrosjan |

|                                 |                                                            |         |                        |                                                                                 |
| 19 september 2017 20:00 (UTC+2) | Engeland                                                   | 6 – 0   | Rusland                | Prenton Park, Birkenhead Toeschouwers: 7.047 Scheidsrechter: Stéphanie Frappart |
| 19 september 2017 20:00 (UTC+2) | Parris 11' Taylor 14' Nobbs 36' Bronze 44' Duggan 57', 84' | Verslag | 20', 30' Tsyboetovitsj | Prenton Park, Birkenhead Toeschouwers: 7.047 Scheidsrechter: Stéphanie Frappart |

|                               |            |         |                        |                                                                          |
| 21 oktober 2017 12:00 (UTC+2) | Kazachstan | 0 – 2   | Bosnië en Herzegovina  | Astana Arena, Nur-Sultan Toeschouwers: 100 Scheidsrechter: Frida Nielsen |
| 21 oktober 2017 12:00 (UTC+2) |            | Verslag | 2' Kamerić 63' Nikolić | Astana Arena, Nur-Sultan Toeschouwers: 100 Scheidsrechter: Frida Nielsen |

|                               |         |       |       |                                                                                                |
| 24 oktober 2017 18:00 (UTC+2) | Rusland | 0 – 0 | Wales | Minor Sport Arena Petrovsky, Sint-Petersburg Toeschouwers: 1.931 Scheidsrechter: Vesna Budimir |
| 24 oktober 2017 18:00 (UTC+2) | Verslag |       |       | Minor Sport Arena Petrovsky, Sint-Petersburg Toeschouwers: 1.931 Scheidsrechter: Vesna Budimir |

|                                |          |         |            |                                                                                    |
| 24 november 2017 20:00 (UTC+1) | Wales    | 1 – 0   | Kazachstan | Cardiff City Stadium, Cardiff Toeschouwers: 3.165 Scheidsrechter: Simona Ghisletta |
| 24 november 2017 20:00 (UTC+1) | Ladd 83' | Verslag |            | Cardiff City Stadium, Cardiff Toeschouwers: 3.165 Scheidsrechter: Simona Ghisletta |

|                                |                                               |         |                       |                                                                           |
| 24 november 2017 20:05 (UTC+1) | Engeland                                      | 4 – 0   | Bosnië en Herzegovina | Bescot Stadium, Walsall Toeschouwers: 10.026 Scheidsrechter: Ewa Augustyn |
| 24 november 2017 20:05 (UTC+1) | Houghton 19', 54' Parris 46' Kirby 83' (pen.) | Verslag |                       | Bescot Stadium, Walsall Toeschouwers: 10.026 Scheidsrechter: Ewa Augustyn |

|                                |                       |         |           |                                                                                         |
| 28 november 2017 13:30 (UTC+1) | Bosnië en Herzegovina | 0 – 1   | Wales     | FF BiH Football Training Centre, Zenica Toeschouwers: 500 Scheidsrechter: Galiya Echeva |
| 28 november 2017 13:30 (UTC+1) |                       | Verslag | 58' Green | FF BiH Football Training Centre, Zenica Toeschouwers: 500 Scheidsrechter: Galiya Echeva |

|                                |                                                              |         |            |                                                                                        |
| 28 november 2017 20:05 (UTC+1) | Engeland                                                     | 5 – 0   | Kazachstan | Colchester Community Stadium, Colchester Toeschouwers: 9.643 Scheidsrechter: Lois Otte |
| 28 november 2017 20:05 (UTC+1) | Lawley 15' Kirby 64' (pen.) Parris 69', 75' Christiansen 76' | Verslag |            | Colchester Community Stadium, Colchester Toeschouwers: 9.643 Scheidsrechter: Lois Otte |

|                            |                       |         |                                                                     |                                                                                           |
| 5 april 2018 16:00 (UTC+2) | Bosnië en Herzegovina | 1 – 6   | Rusland                                                             | FF BiH Football Training Centre, Zenica Toeschouwers: 300 Scheidsrechter: Carina Vitulano |
| 5 april 2018 16:00 (UTC+2) | Todoea 5' (e.d.)      | Verslag | 26', 82' Danilova 39' Galaj 53' (pen.) Morozova 58', 90+2' Smirnova | FF BiH Football Training Centre, Zenica Toeschouwers: 300 Scheidsrechter: Carina Vitulano |

|                            |          |       |       |                                                                                       |
| 6 april 2018 20:00 (UTC+2) | Engeland | 0 – 0 | Wales | St. Mary's Stadium, Southampton Toeschouwers: 25.603 Scheidsrechter: Pernilla Larsson |
| 6 april 2018 20:00 (UTC+2) | Verslag  |       |       | St. Mary's Stadium, Southampton Toeschouwers: 25.603 Scheidsrechter: Pernilla Larsson |

|                            |            |         |                                |                                                                            |
| 9 april 2018 12:00 (UTC+2) | Kazachstan | 0 – 3   | Rusland                        | Astana Arena, Nur-Sultan Toeschouwers: 150 Scheidsrechter: Ivana Martinčić |
| 9 april 2018 12:00 (UTC+2) |            | Verslag | 59' Danilova 70', 90' Smirnova | Astana Arena, Nur-Sultan Toeschouwers: 150 Scheidsrechter: Ivana Martinčić |

|                             |                       |         |                                                   |                                                                                                |
| 10 april 2018 16:00 (UTC+2) | Bosnië en Herzegovina | 0 – 2   | Engeland                                          | FF BiH Football Training Centre, Zenica Toeschouwers: 340 Scheidsrechter: Andromachi Tsiofliki |
| 10 april 2018 16:00 (UTC+2) | Spahić 39', 59'       | Verslag | 43', 47' Greenwood 56' Duggan 90+3' (pen.) Taylor | FF BiH Football Training Centre, Zenica Toeschouwers: 340 Scheidsrechter: Andromachi Tsiofliki |

|                           |           |         |                       |                                                                               |
| 7 juni 2018 20:00 (UTC+2) | Wales     | 1 – 0   | Bosnië en Herzegovina | Liberty Stadium, Swansea Toeschouwers: 2.645 Scheidsrechter: Sofia Karagiorgi |
| 7 juni 2018 20:00 (UTC+2) | Green 62' | Verslag |                       | Liberty Stadium, Swansea Toeschouwers: 2.645 Scheidsrechter: Sofia Karagiorgi |

|                           |              |         |                           |                                                                       |
| 8 juni 2018 18:00 (UTC+2) | Rusland      | 1 – 3   | Engeland                  | Sapsan Arena, Moskou Toeschouwers: 1.859 Scheidsrechter: Riem Hussein |
| 8 juni 2018 18:00 (UTC+2) | Danilova 31' | Verslag | 22' Parris 27', 36' Scott | Sapsan Arena, Moskou Toeschouwers: 1.859 Scheidsrechter: Riem Hussein |

|                            |                       |         |                                |                                                                                        |
| 12 juni 2018 17:30 (UTC+2) | Bosnië en Herzegovina | 0 – 2   | Kazachstan                     | FF BiH Football Training Centre, Zenica Toeschouwers: 340 Scheidsrechter: Reelika Turi |
| 12 juni 2018 17:30 (UTC+2) |                       | Verslag | 33' (e.d.) Spahić 74' Babsjoek | FF BiH Football Training Centre, Zenica Toeschouwers: 340 Scheidsrechter: Reelika Turi |

|                            |                            |         |         |                                                                              |
| 12 juni 2018 20:00 (UTC+2) | Wales                      | 3 – 0   | Rusland | Newport Stadium, Newport Toeschouwers: 1.214 Scheidsrechter: Lina Lehtovaara |
| 12 juni 2018 20:00 (UTC+2) | Green 48', 62' Harding 68' | Verslag |         | Newport Stadium, Newport Toeschouwers: 1.214 Scheidsrechter: Lina Lehtovaara |

|                                |                                |         |            |                                                                       |
| 30 augustus 2018 17:00 (UTC+2) | Rusland                        | 3 – 0   | Kazachstan | Sapsan Arena, Moskou Toeschouwers: 317 Scheidsrechter: Eleni Antoniou |
| 30 augustus 2018 17:00 (UTC+2) | Fjodorova 4' Smirnova 44', 56' | Verslag |            | Sapsan Arena, Moskou Toeschouwers: 317 Scheidsrechter: Eleni Antoniou |

|                                |       |         |                                 |                                                                            |
| 31 augustus 2018 20:45 (UTC+2) | Wales | 0 – 3   | Engeland                        | Rodney Parade, Newport Toeschouwers: 5.053 Scheidsrechter: Katalin Kulcsár |
| 31 augustus 2018 20:45 (UTC+2) |       | Verslag | 57' Duggan 60' Scott 69' Parris | Rodney Parade, Newport Toeschouwers: 5.053 Scheidsrechter: Katalin Kulcsár |

|                                |            |         |                                                                         |                                                                                         |
| 4 september 2018 17:00 (UTC+2) | Kazachstan | 0 – 6   | Engeland                                                                | Pavlodar Central Stadium, Pavlodar Toeschouwers: 6.842 Scheidsrechter: Hristiana Guteva |
| 4 september 2018 17:00 (UTC+2) |            | Verslag | 9' (pen.), 82' Mead 35' Daly 54' Christiansen 66' Staniforth 87' Bronze | Pavlodar Central Stadium, Pavlodar Toeschouwers: 6.842 Scheidsrechter: Hristiana Guteva |

|                                |                                         |         |                       |                                                                      |
| 4 september 2018 17:00 (UTC+2) | Rusland                                 | 3 – 0   | Bosnië en Herzegovina | Sapsan Arena, Moskou Toeschouwers: 374 Scheidsrechter: Tanja Subotič |
| 4 september 2018 17:00 (UTC+2) | Danilova 13', 18' (pen.) Kozjnikova 45' | Verslag |                       | Sapsan Arena, Moskou Toeschouwers: 374 Scheidsrechter: Tanja Subotič |

### Groep 2
| Pos | Team        | Wed | W | G | V | Ptn | DV | DT | +/− | Kwalificatie       |       | Vlag van Schotland | Vlag van Zwitserland | Vlag van Polen | Vlag van Albanië | Vlag van Wit-Rusland |
| --- | ----------- | --- | - | - | - | --- | -- | -- | --- | ------------------ | ----- | ------------------ | -------------------- | -------------- | ---------------- | -------------------- |
| 1   | Schotland   | 8   | 7 | 0 | 1 | 21  | 19 | 7  | +12 | Eindtoernooi       |       |                    | 2 – 1                | 3 – 0          | 5 – 0            | 2 – 1                |
| 2   | Zwitserland | 8   | 6 | 1 | 1 | 19  | 21 | 5  | +16 | Stand nummers twee |       | 1 – 0              |                      | 2 – 1          | 5 – 1            | 3 – 0                |
| 3   | Polen       | 8   | 3 | 2 | 3 | 11  | 16 | 12 | +4  |                    |       | 2 – 3              | 0 – 0                |                | 1 – 1            | 4 – 1                |
| 4   | Albanië     | 8   | 1 | 1 | 6 | 4   | 6  | 22 | −16 |                    | 1 – 2 | 1 – 4              | 1 – 4                |                | 1 – 0            |                      |
| 5   | Wit-Rusland | 8   | 1 | 0 | 7 | 3   | 5  | 21 | −16 |                    | 1 – 2 | 0 – 5              | 1 – 4                | 1 – 0          |                  |                      |

|                                 |             |         |                                                                 |                                                                     |
| 15 september 2017 17:00 (UTC+2) | Albanië     | 1 – 4   | Zwitserland                                                     | Elbasan Arena, Elbasan Toeschouwers: 200 Scheidsrechter: Amy Rayner |
| 15 september 2017 17:00 (UTC+2) | Begolli 81' | Verslag | 23' Brunner 39' Bachmann 41' (pen.) Crnogorčević 67' Dickenmann | Elbasan Arena, Elbasan Toeschouwers: 200 Scheidsrechter: Amy Rayner |

|                                 |                                           |         |                      |                                                                                  |
| 15 september 2017 18:00 (UTC+2) | Polen                                     | 4 – 1   | Wit-Rusland          | Stadion Górnika Łęczna, Łęczna Toeschouwers: 3.740 Scheidsrechter: Tanja Subotič |
| 15 september 2017 18:00 (UTC+2) | Tarczyńska 14' Kamczyk 37' Pajor 42', 59' | Verslag | 44' Sjtsjerbatsjenia | Stadion Górnika Łęczna, Łęczna Toeschouwers: 3.740 Scheidsrechter: Tanja Subotič |

|                                 |             |         |         |                                                                       |
| 19 september 2017 17:00 (UTC+2) | Wit-Rusland | 1 – 0   | Albanië | FK Minsk Stadion, Minsk Toeschouwers: 350 Scheidsrechter: Paula Brady |
| 19 september 2017 17:00 (UTC+2) | Sjoeppo 48' | Verslag |         | FK Minsk Stadion, Minsk Toeschouwers: 350 Scheidsrechter: Paula Brady |

|                                 |                             |         |           |                                                                     |
| 19 september 2017 19:00 (UTC+2) | Zwitserland                 | 2 – 1   | Polen     | Tissot Arena, Biel Toeschouwers: 811 Scheidsrechter: Eleni Antoniou |
| 19 september 2017 19:00 (UTC+2) | Bernauer 20' Dickenmann 39' | Verslag | 34' Pajor | Tissot Arena, Biel Toeschouwers: 811 Scheidsrechter: Eleni Antoniou |

|                               |                |         |                              |                                                                           |
| 19 oktober 2017 17:00 (UTC+2) | Wit-Rusland    | 1 – 2   | Schotland                    | FK Minsk Stadion, Minsk Toeschouwers: 420 Scheidsrechter: Nelli Stepanjan |
| 19 oktober 2017 17:00 (UTC+2) | Charlanova 25' | Verslag | 28' Ross 62' (e.d.) Kozjoepa | FK Minsk Stadion, Minsk Toeschouwers: 420 Scheidsrechter: Nelli Stepanjan |

|                               |                                                            |         |         |                                                                                |
| 24 oktober 2017 20:30 (UTC+2) | Schotland                                                  | 5 – 0   | Albanië | St. Mirren Park, Paisley Toeschouwers: 1.845 Scheidsrechter: Dimitrina Milkova |
| 24 oktober 2017 20:30 (UTC+2) | Begolli 21' (e.d.) Brown 33' Ross 54' Emslie 56' Evans 82' | Verslag |         | St. Mirren Park, Paisley Toeschouwers: 1.845 Scheidsrechter: Dimitrina Milkova |

|                                |          |         |                                        |                                                                                  |
| 24 november 2017 17:00 (UTC+1) | Albanië  | 1 – 4   | Polen                                  | Loro Boriçistadion, Shkodër Toeschouwers: 800 Scheidsrechter: Iuliana Demetrescu |
| 24 november 2017 17:00 (UTC+1) | Doçi 78' | Verslag | 5' Sikora 13' Guściora 37', 66' Winczo | Loro Boriçistadion, Shkodër Toeschouwers: 800 Scheidsrechter: Iuliana Demetrescu |

|                                |                                       |         |             |                                                                           |
| 24 november 2017 19:00 (UTC+1) | Zwitserland                           | 3 – 0   | Wit-Rusland | LIPO Park, Schaffhausen Toeschouwers: 2.017 Scheidsrechter: Cheryl Foster |
| 24 november 2017 19:00 (UTC+1) | Calligaris 17' Wälti 18' Reuteler 56' | Verslag |             | LIPO Park, Schaffhausen Toeschouwers: 2.017 Scheidsrechter: Cheryl Foster |

|                                |                                                       |         |              |                                                                        |
| 28 november 2017 19:00 (UTC+1) | Zwitserland                                           | 5 – 1   | Albanië      | Tissot Arena, Biel Toeschouwers: 1.215 Scheidsrechter: Petra Pavliková |
| 28 november 2017 19:00 (UTC+1) | Ismaili 8', 87' Bachmann 35' Kiwic 73' Calligaris 80' | Verslag | 29' Krasniqi | Tissot Arena, Biel Toeschouwers: 1.215 Scheidsrechter: Petra Pavliková |

|                            |                |         |           |                                                                           |
| 5 april 2018 19:00 (UTC+2) | Zwitserland    | 1 – 0   | Schotland | LIPO Park, Schaffhausen Toeschouwers: 2.504 Scheidsrechter: Olga Zadinová |
| 5 april 2018 19:00 (UTC+2) | Dickenmann 32' | Verslag |           | LIPO Park, Schaffhausen Toeschouwers: 2.504 Scheidsrechter: Olga Zadinová |

|                            |               |         |            | |
| 6 april 2018 17:30 (UTC+2) | Polen         | 1 – 1   | Albanië    | Osrodek Sportu i Rekreacji, Włocławek Toeschouwers: 1.925 Scheidsrechter: María Dolores Martínez Madrona |
| 6 april 2018 17:30 (UTC+2) | Daleszczyk 2' | Verslag | 74' Morina | Osrodek Sportu i Rekreacji, Włocławek Toeschouwers: 1.925 Scheidsrechter: María Dolores Martínez Madrona |

|                             |           |         |             |                                                                         |
| 10 april 2018 16:00 (UTC+2) | Albanië   | 1 – 0   | Wit-Rusland | Elbasan Arena, Elbasan Toeschouwers: 700 Scheidsrechter: Ifeoma Kulmala |
| 10 april 2018 16:00 (UTC+2) | Gjini 88' | Verslag |             | Elbasan Arena, Elbasan Toeschouwers: 700 Scheidsrechter: Ifeoma Kulmala |

|                             |                                    |         |                |                                                                           |
| 10 april 2018 20:35 (UTC+2) | Schotland                          | 3 – 0   | Polen          | St. Mirren Park, Paisley Toeschouwers: 2.121 Scheidsrechter: Riem Hussein |
| 10 april 2018 20:35 (UTC+2) | Ness 79' Emslie 86' Cuthbert 90+1' | Verslag | 50', 75' Dudek | St. Mirren Park, Paisley Toeschouwers: 2.121 Scheidsrechter: Riem Hussein |

|                           |                     |         |              |                                                                        |
| 7 juni 2018 20:35 (UTC+2) | Schotland           | 2 – 1   | Wit-Rusland  | Falkirk Stadium, Falkirk Toeschouwers: 2.007 Scheidsrechter: Lois Otte |
| 7 juni 2018 20:35 (UTC+2) | Cuthbert 45+2', 65' | Verslag | 27' Olchovik | Falkirk Stadium, Falkirk Toeschouwers: 2.007 Scheidsrechter: Lois Otte |

|                            |                             |         |                               |                                                                              |
| 12 juni 2018 15:30 (UTC+2) | Polen                       | 2 – 3   | Schotland                     | Kielcestadion, Kielce Toeschouwers: 4.410 Scheidsrechter: Stéphanie Frappart |
| 12 juni 2018 15:30 (UTC+2) | Jaszek 6' Howard 66' (e.d.) | Verslag | 78' Little 80' Ross 90' Evans | Kielcestadion, Kielce Toeschouwers: 4.410 Scheidsrechter: Stéphanie Frappart |

|                            |             |         |                                                                                 |                                                                          |
| 12 juni 2018 17:00 (UTC+2) | Wit-Rusland | 0 – 5   | Zwitserland                                                                     | FK Minsk Stadion, Minsk Toeschouwers: 250 Scheidsrechter: Viola Raudziņa |
| 12 juni 2018 17:00 (UTC+2) |             | Verslag | 5' (pen.) Crnogorčević 18', 55' Dickenmann 34' (e.d.) Karatsjoen 76' Calligaris | FK Minsk Stadion, Minsk Toeschouwers: 250 Scheidsrechter: Viola Raudziņa |

|                                |                       |         |               |                                                                           |
| 30 augustus 2018 20:35 (UTC+2) | Schotland             | 2 – 1   | Zwitserland   | St. Mirren Park, Paisley Toeschouwers: 4.098 Scheidsrechter: Sara Persson |
| 30 augustus 2018 20:35 (UTC+2) | Cuthbert 2' Little 6' | Verslag | 7' Dickenmann | St. Mirren Park, Paisley Toeschouwers: 4.098 Scheidsrechter: Sara Persson |

|                                |                |         |                                       |                                                                                      |
| 31 augustus 2018 16:00 (UTC+2) | Wit-Rusland    | 1 – 4   | Polen                                 | Traktorstadion, Minsk Toeschouwers: 250 Scheidsrechter: Ainara Andrea Acevedo Dudley |
| 31 augustus 2018 16:00 (UTC+2) | Sjlapakova 53' | Verslag | 44' Winczo 47', 86' Pajor 56' Kamczyk | Traktorstadion, Minsk Toeschouwers: 250 Scheidsrechter: Ainara Andrea Acevedo Dudley |

|                                |          |         |                    |                                                                                |
| 4 september 2018 17:00 (UTC+2) | Albanië  | 1 – 2   | Schotland          | Loro Boriçistadion, Shkodër Toeschouwers: 700 Scheidsrechter: Barbara Poxhofer |
| 4 september 2018 17:00 (UTC+2) | Doçi 45' | Verslag | 9' Little 68' Ross | Loro Boriçistadion, Shkodër Toeschouwers: 700 Scheidsrechter: Barbara Poxhofer |

|                                |         |       |             |                                                                                 |
| 4 september 2018 17:00 (UTC+2) | Polen   | 0 – 0 | Zwitserland | Stali Mielecstadion, Mielec Toeschouwers: 5.128 Scheidsrechter: Ivana Martinčić |
| 4 september 2018 17:00 (UTC+2) | Verslag |       |             | Stali Mielecstadion, Mielec Toeschouwers: 5.128 Scheidsrechter: Ivana Martinčić |

### Groep 3
| Pos | Team          | Wed | W | G | V | Ptn | DV | DT | +/− | Kwalificatie       |       | Vlag van Noorwegen | Vlag van Nederland | Vlag van Ierland | Vlag van Noord-Ierland | Vlag van Slowakije |
| --- | ------------- | --- | - | - | - | --- | -- | -- | --- | ------------------ | ----- | ------------------ | ------------------ | ---------------- | ---------------------- | ------------------ |
| 1   | Noorwegen     | 8   | 7 | 0 | 1 | 21  | 22 | 4  | +18 | Eindtoernooi       |       |                    | 2 – 1              | 1 – 0            | 4 – 1                  | 6 – 1              |
| 2   | Nederland     | 8   | 6 | 1 | 1 | 19  | 22 | 2  | +20 | Stand nummers twee |       | 1 – 0              |                    | 0 – 0            | 7 – 0                  | 1 – 0              |
| 3   | Ierland       | 8   | 4 | 1 | 3 | 13  | 10 | 6  | +4  |                    |       | 0 – 2              | 0 – 2              |                  | 4 – 0                  | 2 – 1              |
| 4   | Noord-Ierland | 8   | 1 | 0 | 7 | 3   | 4  | 27 | −23 |                    | 0 – 3 | 0 – 5              | 0 – 2              |                  | 0 – 1                  |                    |
| 5   | Slowakije     | 8   | 1 | 0 | 7 | 3   | 4  | 23 | −19 |                    | 0 – 4 | 0 – 5              | 0 – 2              | 1 – 3            |                        |                    |

|                                 |                                                         |         |               |                                                                                 |
| 15 september 2017 17:55 (UTC+2) | Noorwegen                                               | 4 – 1   | Noord-Ierland | Fredrikstadstadion, Fredrikstad Toeschouwers: 630 Scheidsrechter: Olga Zadinová |
| 15 september 2017 17:55 (UTC+2) | Reiten 15', 90+2' Graham Hansen 45+2' (pen.) Utland 52' | Verslag | 89' Milligan  | Fredrikstadstadion, Fredrikstad Toeschouwers: 630 Scheidsrechter: Olga Zadinová |

|                                 |                                                                                  |         |            |                                                                                |
| 19 september 2017 17:55 (UTC+2) | Noorwegen                                                                        | 6 – 1   | Slowakije  | Sarpsborgstadion, Sarpsborg Toeschouwers: 912 Scheidsrechter: Sofia Karagiorgi |
| 19 september 2017 17:55 (UTC+2) | Utland 3' Thorsnes 9' Reiten 21' Graham Hansen 27', 42' (pen.) Mjelde 37' (pen.) | Verslag | 55' Fabová | Sarpsborgstadion, Sarpsborg Toeschouwers: 912 Scheidsrechter: Sofia Karagiorgi |

|                                 |               |         |                                   |                                                                         |
| 19 september 2017 20:30 (UTC+2) | Noord-Ierland | 0 – 2   | Ierland                           | Mourneview Park, Lurgan Toeschouwers: 877 Scheidsrechter: Vesna Budimir |
| 19 september 2017 20:30 (UTC+2) |               | Verslag | 45+1' (e.d.) Furness 69' Campbell | Mourneview Park, Lurgan Toeschouwers: 877 Scheidsrechter: Vesna Budimir |

|                               |           |         |                                     |                                                                |
| 24 oktober 2017 17:30 (UTC+2) | Slowakije | 0 – 2   | Ierland                             | NTC Senec, Senec Toeschouwers: 435 Scheidsrechter: Triinu Laos |
| 24 oktober 2017 17:30 (UTC+2) |           | Verslag | 11' O'Sullivan 33' (e.d.) Vojteková | NTC Senec, Senec Toeschouwers: 435 Scheidsrechter: Triinu Laos |

|                               |               |         |           |                                                                        |
| 24 oktober 2017 19:00 (UTC+2) | Nederland     | 1 – 0   | Noorwegen | Euroborg, Groningen Toeschouwers: 20.980 Scheidsrechter: Jana Adámková |
| 24 oktober 2017 19:00 (UTC+2) | Miedema 90+3' | Verslag |           | Euroborg, Groningen Toeschouwers: 20.980 Scheidsrechter: Jana Adámková |

|                                |           |         |                                                       |                                                                      |
| 24 november 2017 19:00 (UTC+1) | Slowakije | 0 – 5   | Nederland                                             | NTC Senec, Senec Toeschouwers: 342 Scheidsrechter: Volcha Tsjaresjka |
| 24 november 2017 19:00 (UTC+1) |           | Verslag | 8', 90+1' Van der Gragt 42' Spitse 45+1', 46' Miedema | NTC Senec, Senec Toeschouwers: 342 Scheidsrechter: Volcha Tsjaresjka |

|                                |               |         |                                     |                                                                                    |
| 28 november 2017 17:30 (UTC+1) | Slowakije     | 1 – 3   | Noord-Ierland                       | Štadión pod Dubňom, Žilina Toeschouwers: 448 Scheidsrechter: Tinna Høj Christensen |
| 28 november 2017 17:30 (UTC+1) | Vojteková 20' | Verslag | 34' Nelson 52' Furness 61' Milligan | Štadión pod Dubňom, Žilina Toeschouwers: 448 Scheidsrechter: Tinna Høj Christensen |

|                                |           |       |         |                                                                                       |
| 28 november 2017 20:00 (UTC+1) | Nederland | 0 – 0 | Ierland | Goffertstadion, Nijmegen Toeschouwers: 11.400 Scheidsrechter: Anastasia Poestovojtova |
| 28 november 2017 20:00 (UTC+1) | Verslag   |       |         | Goffertstadion, Nijmegen Toeschouwers: 11.400 Scheidsrechter: Anastasia Poestovojtova |

|                            |                         |         |                     |                                                                               |
| 6 april 2018 18:00 (UTC+2) | Ierland                 | 2 – 1   | Slowakije           | Tallaght Stadium, Dublin Toeschouwers: 3.521 Scheidsrechter: Simona Ghisletta |
| 6 april 2018 18:00 (UTC+2) | Kiernan 69' Barrett 87' | Verslag | 73' (e.d.) Hourihan | Tallaght Stadium, Dublin Toeschouwers: 3.521 Scheidsrechter: Simona Ghisletta |

|                            |                                                                                           |         |               |                                                                                  |
| 6 april 2018 20:00 (UTC+2) | Nederland                                                                                 | 7 – 0   | Noord-Ierland | Philips Stadion, Eindhoven Toeschouwers: 30.238 Scheidsrechter: Monika Mularczyk |
| 6 april 2018 20:00 (UTC+2) | Martens 9', 17' Miedema 27' Spitse 42' (pen.), 76' Van de Sanden 63' Simpson 90+3' (e.d.) | Verslag |               | Philips Stadion, Eindhoven Toeschouwers: 30.238 Scheidsrechter: Monika Mularczyk |

|                             |         |         |                                   |                                                                                 |
| 10 april 2018 20:00 (UTC+2) | Ierland | 0 – 2   | Nederland                         | Tallaght Stadium, Dublin Toeschouwers: 4.047 Scheidsrechter: Stéphanie Frappart |
| 10 april 2018 20:00 (UTC+2) |         | Verslag | 11' Beerensteyn 23' (pen.) Spitse | Tallaght Stadium, Dublin Toeschouwers: 4.047 Scheidsrechter: Stéphanie Frappart |

|                             |               |         |                                        |                                                                            |
| 10 april 2018 20:30 (UTC+2) | Noord-Ierland | 0 – 3   | Noorwegen                              | Shamrock Park, Portadown Toeschouwers: 504 Scheidsrechter: Lina Lehtovaara |
| 10 april 2018 20:30 (UTC+2) |               | Verslag | 61', 87' Graham Hansen 90+3' Herlovsen | Shamrock Park, Portadown Toeschouwers: 504 Scheidsrechter: Lina Lehtovaara |

|                           |         |         |                 |                                                                               |
| 8 juni 2018 18:30 (UTC+2) | Ierland | 0 – 2   | Noorwegen       | Tallaght Stadium, Dublin Toeschouwers: 3.172 Scheidsrechter: Kateryna Monzoel |
| 8 juni 2018 18:30 (UTC+2) |         | Verslag | 21', 61' Utland | Tallaght Stadium, Dublin Toeschouwers: 3.172 Scheidsrechter: Kateryna Monzoel |

|                           |               |         |                                                                                 |                                                                          |
| 8 juni 2018 20:30 (UTC+2) | Noord-Ierland | 0 – 5   | Nederland                                                                       | Shamrock Park, Portadown Toeschouwers: 954 Scheidsrechter: Tess Olofsson |
| 8 juni 2018 20:30 (UTC+2) |               | Verslag | 37' Beerensteyn 61' Van de Donk 65' Van de Sanden 75' (pen.) Spitse 89' Groenen | Shamrock Park, Portadown Toeschouwers: 954 Scheidsrechter: Tess Olofsson |

|                            |                          |         |         |                                                                             |
| 12 juni 2018 18:00 (UTC+2) | Noorwegen                | 1 – 0   | Ierland | Vikingstadion, Stavanger Toeschouwers: 3.609 Scheidsrechter: Esther Staubli |
| 12 juni 2018 18:00 (UTC+2) | Graham Hansen 25' (pen.) | Verslag |         | Vikingstadion, Stavanger Toeschouwers: 3.609 Scheidsrechter: Esther Staubli |

|                            |               |         |           | |
| 12 juni 2018 20:00 (UTC+2) | Nederland     | 1 – 0   | Slowakije | Abe Lenstra Stadion, Heerenveen Toeschouwers: 23.221 Scheidsrechter: María Dolores Martínez Madrona |
| 12 juni 2018 20:00 (UTC+2) | Martens 90+2' | Verslag |           | Abe Lenstra Stadion, Heerenveen Toeschouwers: 23.221 Scheidsrechter: María Dolores Martínez Madrona |

|                                |                                        |         |               |                                                                             |
| 31 augustus 2018 18:30 (UTC+2) | Ierland                                | 4 – 0   | Noord-Ierland | Tallaght Stadium, Dublin Toeschouwers: 1.603 Scheidsrechter: Angelika Söder |
| 31 augustus 2018 18:30 (UTC+2) | Kiernan 4', 27' McCabe 12', 58' (pen.) | Verslag |               | Tallaght Stadium, Dublin Toeschouwers: 1.603 Scheidsrechter: Angelika Söder |

|                                |           |         |                                 |                                                                    |
| 31 augustus 2018 20:00 (UTC+2) | Slowakije | 0 – 4   | Noorwegen                       | NTC Senec, Senec Toeschouwers: 373 Scheidsrechter: Valentina Finzi |
| 31 augustus 2018 20:00 (UTC+2) |           | Verslag | 11', 26', 87' Utland 22' Reiten | NTC Senec, Senec Toeschouwers: 373 Scheidsrechter: Valentina Finzi |

|                                |                       |         |             |                                                                       |
| 4 september 2018 17:00 (UTC+2) | Noorwegen             | 2 – 1   | Nederland   | Intility Arena, Oslo Toeschouwers: 5.134 Scheidsrechter: Riem Hussein |
| 4 september 2018 17:00 (UTC+2) | Engen 5' Herlovsen 6' | Verslag | 31' Miedema | Intility Arena, Oslo Toeschouwers: 5.134 Scheidsrechter: Riem Hussein |

|                                |               |         |                 |                                                                       |
| 4 september 2018 20:30 (UTC+2) | Noord-Ierland | 0 – 1   | Slowakije       | Shamrock Park, Portadown Toeschouwers: 133 Scheidsrechter: Alina Peşu |
| 4 september 2018 20:30 (UTC+2) |               | Verslag | 36' Škorvánková | Shamrock Park, Portadown Toeschouwers: 133 Scheidsrechter: Alina Peşu |

### Groep 4
| Pos | Team       | Wed | W | G | V | Ptn | DV | DT | +/− | Kwalificatie       |       | Vlag van Zweden | Vlag van Denemarken | Vlag van Oekraïne | Vlag van Hongarije | Vlag van Kroatië |
| --- | ---------- | --- | - | - | - | --- | -- | -- | --- | ------------------ | ----- | --------------- | ------------------- | ----------------- | ------------------ | ---------------- |
| 1   | Zweden     | 8   | 7 | 0 | 1 | 21  | 22 | 2  | +20 | Eindtoernooi       |       |                 | 3 – 0               | 3 – 0             | 5 – 0              | 4 – 0            |
| 2   | Denemarken | 8   | 5 | 1 | 2 | 16  | 22 | 8  | +14 | Stand nummers twee |       | 0 – 1           |                     | 1 – 0             | 5 – 1              | 1 – 1            |
| 3   | Oekraïne   | 8   | 4 | 1 | 3 | 13  | 9  | 10 | −1  |                    |       | 1 – 0           | 1 – 5               |                   | 2 – 0              | 1 – 1            |
| 4   | Hongarije  | 8   | 1 | 1 | 6 | 4   | 8  | 26 | −18 |                    | 1 – 4 | 1 – 6           | 0 – 1               |                   | 2 – 2              |                  |
| 5   | Kroatië    | 8   | 0 | 3 | 5 | 3   | 5  | 20 | −15 |                    | 0 – 2 | 0 – 4           | 0 – 3               | 1 – 3             |                    |                  |

1. ↑  De wedstrijd tussen Zweden en Denemarken stond gepland voor 20 oktober 2017, maar werd afgelast vanwege een conflict tussen het Deense vrouwenelftal en de Deense voetbalbond.[8] Op 16 november 2017 besloot de UEFA dat Zweden een reglementaire 3 – 0 overwinning toegewezen kreeg.[9]

|                                 |                           |         |                               |                                                                         |
| 15 september 2017 18:00 (UTC+2) | Oekraïne                  | 1 – 1   | Kroatië                       | Arena Lviv, Lviv Toeschouwers: 1.342 Scheidsrechter: Florence Guillemin |
| 15 september 2017 18:00 (UTC+2) | Apanasjtsjenko 75' (pen.) | Verslag | 16', 42' Conjar 90+1' Rudelić | Arena Lviv, Lviv Toeschouwers: 1.342 Scheidsrechter: Florence Guillemin |

|                                 |                    |         |                                                                    |                                                                     |
| 19 september 2017 18:00 (UTC+2) | Hongarije          | 1 – 6   | Denemarken                                                         | Alcuferstadion, Győr Toeschouwers: 300 Scheidsrechter: Ewa Augustyn |
| 19 september 2017 18:00 (UTC+2) | Jakabfi 41' (pen.) | Verslag | 28' (pen,) Nadim 44', 67', 74' Troelsgaard 55' Harder 88' Sørensen | Alcuferstadion, Győr Toeschouwers: 300 Scheidsrechter: Ewa Augustyn |

|                                 |         |         |                          |                                                                                       |
| 19 september 2017 18:00 (UTC+2) | Kroatië | 0 – 2   | Zweden                   | Anđelko Herjavecstadion, Varaždin Toeschouwers: 452 Scheidsrechter: Eleni Lampadariou |
| 19 september 2017 18:00 (UTC+2) |         | Verslag | 62' Hurtig 90+2' Asllani | Anđelko Herjavecstadion, Varaždin Toeschouwers: 452 Scheidsrechter: Eleni Lampadariou |

|                               |                    |         |                            |                                                                       |
| 19 oktober 2017 15:30 (UTC+2) | Hongarije          | 2 – 2   | Kroatië                    | Alcuferstadion, Győr Toeschouwers: 250 Scheidsrechter: Shona Shukrula |
| 19 oktober 2017 15:30 (UTC+2) | Csiszár 75', 90+4' | Verslag | 79' Žigić 90+1' Dujmenović | Alcuferstadion, Győr Toeschouwers: 250 Scheidsrechter: Shona Shukrula |

|                               |         |                    |            |                        |
| 20 oktober 2017 18:15 (UTC+2) | Zweden  | 3 – 0 reglementair | Denemarken | Gamla Ullevi, Göteborg |
| 20 oktober 2017 18:15 (UTC+2) | Verslag |                    |            | Gamla Ullevi, Göteborg |

|                               |         |         |                                             |                                                                                 |
| 24 oktober 2017 18:00 (UTC+2) | Kroatië | 0 – 4   | Denemarken                                  | Stadion ŠRC Zaprešić, Zaprešić Toeschouwers: 400 Scheidsrechter: Lorraine Clark |
| 24 oktober 2017 18:00 (UTC+2) |         | Verslag | 7', 27' Harder 89' Christiansen 90+4' Bruun | Stadion ŠRC Zaprešić, Zaprešić Toeschouwers: 400 Scheidsrechter: Lorraine Clark |

|                               |                                                   |         |           |                                                                       |
| 24 oktober 2017 18:45 (UTC+2) | Zweden                                            | 5 – 0   | Hongarije | Borås Arena, Borås Toeschouwers: 5.563 Scheidsrechter: Meliz Özçiğdem |
| 24 oktober 2017 18:45 (UTC+2) | Hurtig 14' Fischer 20' Asllani 42', 50' Seger 43' | Verslag |           | Borås Arena, Borås Toeschouwers: 5.563 Scheidsrechter: Meliz Özçiğdem |

|                                |           |         |                      |                                                                                               |
| 24 november 2017 15:00 (UTC+1) | Hongarije | 0 – 1   | Oekraïne             | Balmazújvárosi Városi Sportpálya, Balmazújváros Toeschouwers: 500 Scheidsrechter: Paula Brady |
| 24 november 2017 15:00 (UTC+1) |           | Verslag | 90+4' Apanasjtsjenko | Balmazújvárosi Városi Sportpálya, Balmazújváros Toeschouwers: 500 Scheidsrechter: Paula Brady |

|                            |         |         |                                         |                                                                     |
| 5 april 2018 17:00 (UTC+2) | Kroatië | 0 – 3   | Oekraïne                                | Stadion Stanovi, Zadar Toeschouwers: 500 Scheidsrechter: Marte Sørø |
| 5 april 2018 17:00 (UTC+2) |         | Verslag | 25' (e.d.) Bošnjak 41', 45+3' Kozyrenko | Stadion Stanovi, Zadar Toeschouwers: 500 Scheidsrechter: Marte Sørø |

|                            |           |         |                                                        |                                                                                      |
| 5 april 2018 18:00 (UTC+2) | Hongarije | 1 – 4   | Zweden                                                 | Haladás Sportkomplexum, Szombathely Toeschouwers: 872 Scheidsrechter: Viola Raudziņa |
| 5 april 2018 18:00 (UTC+2) | Vágó 63'  | Verslag | 17' Seger 25' Jakobsson 87' Blackstenius 90+3' Larsson | Haladás Sportkomplexum, Szombathely Toeschouwers: 872 Scheidsrechter: Viola Raudziņa |

|                            |             |         |                           |                                                                        |
| 9 april 2018 17:00 (UTC+2) | Kroatië     | 1 – 3   | Hongarije                 | Stadion Stanovi, Zadar Toeschouwers: 500 Scheidsrechter: Cheryl Foster |
| 9 april 2018 17:00 (UTC+2) | Žigić 90+4' | Verslag | 43', 84' Vágó 72' Jakabfi | Stadion Stanovi, Zadar Toeschouwers: 500 Scheidsrechter: Cheryl Foster |

|                            |                 |         |          |                                                                         |
| 9 april 2018 18:00 (UTC+2) | Denemarken      | 1 – 0   | Oekraïne | Viborgstadion, Viborg Toeschouwers: 5.471 Scheidsrechter: Jana Adámková |
| 9 april 2018 18:00 (UTC+2) | Troelsgaard 78' | Verslag |          | Viborgstadion, Viborg Toeschouwers: 5.471 Scheidsrechter: Jana Adámková |

|                           |                                                   |         |         |                                                                              |
| 7 juni 2018 18:45 (UTC+2) | Zweden                                            | 4 – 0   | Kroatië | Gamla Ullevi, Göteborg Toeschouwers: 8.092 Scheidsrechter: Marta Frías Acedo |
| 7 juni 2018 18:45 (UTC+2) | Blackstenius 16', 67' Rubensson 63' Folkesson 90' | Verslag |         | Gamla Ullevi, Göteborg Toeschouwers: 8.092 Scheidsrechter: Marta Frías Acedo |

|                           |                  |         |                                                        |                                                                      |
| 8 juni 2018 18:00 (UTC+2) | Oekraïne         | 1 – 5   | Denemarken                                             | Arena Lviv, Lviv Toeschouwers: 1.800 Scheidsrechter: Carina Vitulano |
| 8 juni 2018 18:00 (UTC+2) | Ovditsjoek 90+3' | Verslag | 6', 52' (pen.) Nadim 33' Harder 81', 90+4' Troelsgaard | Arena Lviv, Lviv Toeschouwers: 1.800 Scheidsrechter: Carina Vitulano |

|                            |                                                    |         |             |                                                                         |
| 12 juni 2018 18:00 (UTC+2) | Denemarken                                         | 5 – 1   | Hongarije   | Viborgstadion, Viborg Toeschouwers: 7.028 Scheidsrechter: Rebecca Welch |
| 12 juni 2018 18:00 (UTC+2) | Nadim 44', 45+1' Boye 47' Nielsen 57' Harder 90+4' | Verslag | 24' Jakabfi | Viborgstadion, Viborg Toeschouwers: 7.028 Scheidsrechter: Rebecca Welch |

|                            |                    |         |        |                                                                      |
| 12 juni 2018 18:00 (UTC+2) | Oekraïne           | 1 – 0   | Zweden | Arena Lviv, Lviv Toeschouwers: 1.257 Scheidsrechter: Petra Pavliková |
| 12 juni 2018 18:00 (UTC+2) | Apanasjtsjenko 41' | Verslag |        | Arena Lviv, Lviv Toeschouwers: 1.257 Scheidsrechter: Petra Pavliková |

|                                |                                        |         |          |                                                                             |
| 30 augustus 2018 18:45 (UTC+2) | Zweden                                 | 3 – 0   | Oekraïne | Gamla Ullevi, Göteborg Toeschouwers: 6.171 Scheidsrechter: Monika Mularczyk |
| 30 augustus 2018 18:45 (UTC+2) | Rubensson 34' Eriksson 38' Asllani 51' | Verslag |          | Gamla Ullevi, Göteborg Toeschouwers: 6.171 Scheidsrechter: Monika Mularczyk |

|                                |             |         |           |                                                                             |
| 30 augustus 2018 19:00 (UTC+2) | Denemarken  | 1 – 1   | Kroatië   | Viborgstadion, Viborg Toeschouwers: 7.045 Scheidsrechter: Volcha Tsjaresjka |
| 30 augustus 2018 19:00 (UTC+2) | Nadim 90+2' | Verslag | 60' Lojna | Viborgstadion, Viborg Toeschouwers: 7.045 Scheidsrechter: Volcha Tsjaresjka |

|                                |                                |         |           |                                                                                    |
| 4 september 2018 17:00 (UTC+2) | Oekraïne                       | 2 – 0   | Hongarije | Ternopilstadion, Ternopil Toeschouwers: 6.400 Scheidsrechter: Graziella Pirriatore |
| 4 september 2018 17:00 (UTC+2) | Kravets 26' Apanasjtsjenko 31' | Verslag |           | Ternopilstadion, Ternopil Toeschouwers: 6.400 Scheidsrechter: Graziella Pirriatore |

|                                |            |         |               |                                                                                   |
| 4 september 2018 17:00 (UTC+2) | Denemarken | 0 – 1   | Zweden        | Viborgstadion, Viborg Toeschouwers: 8.182 Scheidsrechter: Anastasia Poestovojtova |
| 4 september 2018 17:00 (UTC+2) |            | Verslag | 46' Jakobsson | Viborgstadion, Viborg Toeschouwers: 8.182 Scheidsrechter: Anastasia Poestovojtova |

### Groep 5
| Pos | Team      | Wed | W | G | V | Ptn | DV | DT | +/− | Kwalificatie       |       | Vlag van Duitsland | Vlag van IJsland | Vlag van Tsjechië | Vlag van Slovenië | Vlag van Faeröer |
| --- | --------- | --- | - | - | - | --- | -- | -- | --- | ------------------ | ----- | ------------------ | ---------------- | ----------------- | ----------------- | ---------------- |
| 1   | Duitsland | 8   | 7 | 0 | 1 | 21  | 38 | 3  | +35 | Eindtoernooi       |       |                    | 2 – 3            | 4 – 0             | 6 – 0             | 11 – 0           |
| 2   | IJsland   | 8   | 5 | 2 | 1 | 17  | 22 | 6  | +16 | Stand nummers twee |       | 0 – 2              |                  | 1 – 1             | 2 – 0             | 8 – 0            |
| 3   | Tsjechië  | 8   | 4 | 2 | 2 | 14  | 20 | 8  | +12 |                    |       | 0 – 1              | 1 – 1            |                   | 2 – 0             | 4 – 1            |
| 4   | Slovenië  | 8   | 2 | 0 | 6 | 6   | 9  | 20 | −11 |                    | 0 – 4 | 0 – 2              | 0 – 4            |                   | 5 – 0             |                  |
| 5   | Faeröer   | 8   | 0 | 0 | 8 | 0   | 1  | 53 | −52 |                    | 0 – 8 | 0 – 5              | 0 – 8            | 0 – 4             |                   |                  |

|                                 |         |         |                                                                                |                                                                         |
| 14 september 2017 20:00 (UTC+2) | Faeröer | 0 – 8   | Tsjechië                                                                       | Tórsvøllur, Tórshavn Toeschouwers: 517 Scheidsrechter: Simona Ghisletta |
| 14 september 2017 20:00 (UTC+2) |         | Verslag | 8', 44' Svitková 25' Bartoňová 27', 40', 68' Kožárová 39' Divišová 70' Voňková | Tórsvøllur, Tórshavn Toeschouwers: 517 Scheidsrechter: Simona Ghisletta |

|                                 |                                                                       |         |          |                                                                                  |
| 16 september 2017 14:00 (UTC+2) | Duitsland                                                             | 6 – 0   | Slovenië | Audi-Sportpark, Ingolstadt Toeschouwers: 3.112 Scheidsrechter: Volcha Tsjaresjka |
| 16 september 2017 14:00 (UTC+2) | Huth 15' Marozsán 18' (pen.) Hendrich 35' Kemme 45+2', 80' Demann 88' | Verslag |          | Audi-Sportpark, Ingolstadt Toeschouwers: 3.112 Scheidsrechter: Volcha Tsjaresjka |

|                                 | |         |         |                                                                              |
| 18 september 2017 20:15 (UTC+2) | IJsland                                                                                              | 8 – 0   | Faeröer | Laugardalsvöllur, Reykjavik Toeschouwers: 2.113 Scheidsrechter: Sara Persson |
| 18 september 2017 20:15 (UTC+2) | Jensen 3', 26' Jónsdóttir 17', 47' S. Gunnarsdóttir 39' Friðriksdóttir 66', 90+1' Þorvaldsdóttir 90' | Verslag |         | Laugardalsvöllur, Reykjavik Toeschouwers: 2.113 Scheidsrechter: Sara Persson |

|                                 |          |         |                      |                                                                                       |
| 19 september 2017 17:58 (UTC+2) | Tsjechië | 0 – 1   | Duitsland            | Městský stadion, Ústí nad Labem Toeschouwers: 588 Scheidsrechter: Marta Huerta de Aza |
| 19 september 2017 17:58 (UTC+2) |          | Verslag | 51' (e.d.) Bartoňová | Městský stadion, Ústí nad Labem Toeschouwers: 588 Scheidsrechter: Marta Huerta de Aza |

|                               |                       |         |                                    |                                                                               |
| 20 oktober 2017 16:00 (UTC+2) | Duitsland             | 2 – 3   | IJsland                            | Brita-Arena, Wiesbaden Toeschouwers: 4.292 Scheidsrechter: Stéphanie Frappart |
| 20 oktober 2017 16:00 (UTC+2) | Popp 42' Schüller 88' | Verslag | 15', 58' Brynjarsdóttir 47' Jensen | Brita-Arena, Wiesbaden Toeschouwers: 4.292 Scheidsrechter: Stéphanie Frappart |

|                               |          |         |                                           |                                                                                       |
| 20 oktober 2017 18:00 (UTC+2) | Slovenië | 0 – 4   | Tsjechië                                  | Domžale Sports Park, Domžale Toeschouwers: 300 Scheidsrechter: Tania Fernandes Morais |
| 20 oktober 2017 18:00 (UTC+2) |          | Verslag | 9', 32' Divišová 72' Kožárová 76' Voňková | Domžale Sports Park, Domžale Toeschouwers: 300 Scheidsrechter: Tania Fernandes Morais |

|                               |                                                                                             |         |         |                                                                          |
| 24 oktober 2017 16:10 (UTC+2) | Duitsland                                                                                   | 11 – 0  | Faeröer | Mechatronik Arena, Aspach Toeschouwers: 2.207 Scheidsrechter: Ana Aguiar |
| 24 oktober 2017 16:10 (UTC+2) | Popp 12', 45+1' Kemme 15', 27' Peter 30' Hendrich 33' Magull 48' Kayikçi 63', 76', 83', 89' | Verslag |         | Mechatronik Arena, Aspach Toeschouwers: 2.207 Scheidsrechter: Ana Aguiar |

|                               |               |         |                    |                                                                          |
| 24 oktober 2017 18:00 (UTC+2) | Tsjechië      | 1 – 1   | IJsland            | Městský stadion, Znojmo Toeschouwers: 1.113 Scheidsrechter: Gyöngyi Gaál |
| 24 oktober 2017 18:00 (UTC+2) | Bartoňová 63' | Verslag | 44' Brynjarsdóttir | Městský stadion, Znojmo Toeschouwers: 1.113 Scheidsrechter: Gyöngyi Gaál |

|                                |                                               |         |         |                                                                                 |
| 24 november 2017 14:00 (UTC+1) | Slovenië                                      | 5 – 0   | Faeröer | Ajdovščina Stadium, Ajdovščina Toeschouwers: 200 Scheidsrechter: Irina Lyussina |
| 24 november 2017 14:00 (UTC+1) | Prašnikar 7', 36', 87' Agrež 29' Rozmarič 41' | Verslag |         | Ajdovščina Stadium, Ajdovščina Toeschouwers: 200 Scheidsrechter: Irina Lyussina |

|                            |          |         |                                |                                                                           |
| 6 april 2018 17:00 (UTC+2) | Slovenië | 0 – 2   | IJsland                        | Lendava Sports Park, Lendava Toeschouwers: 500 Scheidsrechter: Amy Rayner |
| 6 april 2018 17:00 (UTC+2) |          | Verslag | 15' Jónsdóttir 37' Hönnudóttir | Lendava Sports Park, Lendava Toeschouwers: 500 Scheidsrechter: Amy Rayner |

|                            |                            |         |          |                                                                              |
| 7 april 2018 16:15 (UTC+2) | Duitsland                  | 4 – 0   | Tsjechië | Erdgas Sportpark, Halle Toeschouwers: 4.564 Scheidsrechter: Kateryna Monzoel |
| 7 april 2018 16:15 (UTC+2) | Schüller 5', 31', 68', 79' | Verslag |          | Erdgas Sportpark, Halle Toeschouwers: 4.564 Scheidsrechter: Kateryna Monzoel |

|                             |          |         |                                                   |                                                                              |
| 10 april 2018 16:00 (UTC+2) | Slovenië | 0 – 4   | Duitsland                                         | Domžale Sports Park, Domžale Toeschouwers: 500 Scheidsrechter: Sarah Garratt |
| 10 april 2018 16:00 (UTC+2) |          | Verslag | 10' Magull 43' (e.d.) Golob 53' Popp 61' Dallmann | Domžale Sports Park, Domžale Toeschouwers: 500 Scheidsrechter: Sarah Garratt |

|                             |         |         |                                                                                           |                                                                            |
| 10 april 2018 18:00 (UTC+2) | Faeröer | 0 – 5   | IJsland                                                                                   | Tórsvøllur, Tórshavn Toeschouwers: 367 Scheidsrechter: Anastasia Romanjoek |
| 10 april 2018 18:00 (UTC+2) |         | Verslag | 37' Jónsdóttir 48' Hönnudóttir 58' Þorsteinsdóttir 89' Albertsdóttir 90+4' Friðriksdóttir | Tórsvøllur, Tórshavn Toeschouwers: 367 Scheidsrechter: Anastasia Romanjoek |

|                           |         |         |                                                |                                                                               |
| 7 juni 2018 18:00 (UTC+2) | Faeröer | 0 – 4   | Slovenië                                       | Tórsvøllur, Tórshavn Toeschouwers: 412 Scheidsrechter: Katarzyna Lisiecka-Sęk |
| 7 juni 2018 18:00 (UTC+2) |         | Verslag | 10' Ivanuša 21' (pen.), 65' Zver 88' Prašnikar | Tórsvøllur, Tórshavn Toeschouwers: 412 Scheidsrechter: Katarzyna Lisiecka-Sęk |

|                            |                       |         |          |                                                                                |
| 11 juni 2018 20:00 (UTC+2) | IJsland               | 2 – 0   | Slovenië | Laugardalsvöllur, Reykjavik Toeschouwers: 2.327 Scheidsrechter: Shona Shukrula |
| 11 juni 2018 20:00 (UTC+2) | Viggósdóttir 54', 68' | Verslag |          | Laugardalsvöllur, Reykjavik Toeschouwers: 2.327 Scheidsrechter: Shona Shukrula |

|                            |                                                     |         |              |                                                                          |
| 12 juni 2018 17:30 (UTC+2) | Tsjechië                                            | 4 – 1   | Faeröer      | Letní stadion, Chomutov Toeschouwers: 926 Scheidsrechter: Eleni Antoniou |
| 12 juni 2018 17:30 (UTC+2) | Svitková 14' Martínková 52' Voňková 63' Stárová 75' | Verslag | 89' Simonsen | Letní stadion, Chomutov Toeschouwers: 926 Scheidsrechter: Eleni Antoniou |

|                                |                           |         |          |                                                                                               |
| 31 augustus 2018 16:00 (UTC+2) | Tsjechië                  | 2 – 0   | Slovenië | Stadion Střelnice, Jablonec nad Nisou Toeschouwers: 632 Scheidsrechter: Elvira Noermoestafina |
| 31 augustus 2018 16:00 (UTC+2) | Svitková 12' Divišová 63' | Verslag |          | Stadion Střelnice, Jablonec nad Nisou Toeschouwers: 632 Scheidsrechter: Elvira Noermoestafina |

|                                |         |         |               |                                                                                  |
| 1 september 2018 16:55 (UTC+2) | IJsland | 0 – 2   | Duitsland     | Laugardalsvöllur, Reykjavik Toeschouwers: 9.636 Scheidsrechter: Pernilla Larsson |
| 1 september 2018 16:55 (UTC+2) |         | Verslag | 42', 74' Huth | Laugardalsvöllur, Reykjavik Toeschouwers: 9.636 Scheidsrechter: Pernilla Larsson |

|                                |         |         |                                                                      |                                                                           |
| 4 september 2018 17:00 (UTC+2) | Faeröer | 0 – 8   | Duitsland                                                            | Tórsvøllur, Tórshavn Toeschouwers: 653 Scheidsrechter: Lizzy van der Helm |
| 4 september 2018 17:00 (UTC+2) |         | Verslag | 3' Schüller 25', 68' Magull 27' Maier 58', 73' Simon 71', 90+2' Popp | Tórsvøllur, Tórshavn Toeschouwers: 653 Scheidsrechter: Lizzy van der Helm |

|                                |                  |         |                  |                                                                                  |
| 4 september 2018 17:00 (UTC+2) | IJsland          | 1 – 1   | Tsjechië         | Laugardalsvöllur, Reykjavik Toeschouwers: 2.226 Scheidsrechter: Ivana Projkovska |
| 4 september 2018 17:00 (UTC+2) | Viggósdóttir 87' | Verslag | 12' Szewieczková | Laugardalsvöllur, Reykjavik Toeschouwers: 2.226 Scheidsrechter: Ivana Projkovska |

### Groep 6
| Pos | Team     | Wed | W | G | V | Ptn | DV | DT | +/− | Kwalificatie       |       | Vlag van Italië | Vlag van België | Vlag van Portugal | Vlag van Roemenië | Vlag van Moldavië |
| --- | -------- | --- | - | - | - | --- | -- | -- | --- | ------------------ | ----- | --------------- | --------------- | ----------------- | ----------------- | ----------------- |
| 1   | Italië   | 8   | 7 | 0 | 1 | 21  | 19 | 4  | +15 | Eindtoernooi       |       |                 | 2 – 1           | 3 – 0             | 3 – 0             | 5 – 0             |
| 2   | België   | 8   | 6 | 1 | 1 | 19  | 28 | 6  | +22 | Stand nummers twee |       | 2 – 1           |                 | 1 – 1             | 3 – 2             | 12 – 0            |
| 3   | Portugal | 8   | 3 | 2 | 3 | 11  | 22 | 8  | +14 |                    |       | 0 – 1           | 0 – 1           |                   | 5 – 1             | 8 – 0             |
| 4   | Roemenië | 8   | 1 | 2 | 5 | 5   | 7  | 15 | −8  |                    | 0 – 1 | 0 – 1           | 1 – 1           |                   | 3 – 1             |                   |
| 5   | Moldavië | 8   | 0 | 1 | 7 | 1   | 2  | 45 | −43 |                    | 1 – 3 | 0 – 7           | 0 – 7           | 0 – 0             |                   |                   |

|                                 |                                                           |         |          |                                                                                   |
| 15 september 2017 20:30 (UTC+2) | Italië                                                    | 5 – 0   | Moldavië | Stadio Alberto Picco, La Spezia Toeschouwers: 650 Scheidsrechter: Zuzana Kováčová |
| 15 september 2017 20:30 (UTC+2) | Sabatino 9' Bonansea 22' Girelli 33', 60' Bergamaschi 38' | Verslag |          | Stadio Alberto Picco, La Spezia Toeschouwers: 650 Scheidsrechter: Zuzana Kováčová |

|                                 |          |         |                       |                                                                                                   |
| 19 september 2017 17:00 (UTC+2) | Roemenië | 0 – 1   | Italië                | Dr. Constantin-Rădulescustadion, Cluj-Napoca Toeschouwers: 1.043 Scheidsrechter: Monika Mularczyk |
| 19 september 2017 17:00 (UTC+2) |          | Verslag | 77' (e.d.) Corduneanu | Dr. Constantin-Rădulescustadion, Cluj-Napoca Toeschouwers: 1.043 Scheidsrechter: Monika Mularczyk |

|                                 | |         |          |                                                                    |
| 19 september 2017 20:15 (UTC+2) | België | 12 – 0  | Moldavië | Den Dreef, Leuven Toeschouwers: 2.890 Scheidsrechter: Eszter Urbán |
| 19 september 2017 20:15 (UTC+2) | Cayman 3', 55', 60' (pen.), 70' Wullaert 26', 29', 38' Philtjens 35' Deloose 62' Vanmechelen 65' De Caigny 69' Colesnicenco 84' (e.d.) | Verslag |          | Den Dreef, Leuven Toeschouwers: 2.890 Scheidsrechter: Eszter Urbán |

|                               |                              |         |                  |                                                                  |
| 20 oktober 2017 20:30 (UTC+2) | België                       | 3 – 2   | Roemenië         | Den Dreef, Leuven Toeschouwers: 3.943 Scheidsrechter: Marte Sørø |
| 20 oktober 2017 20:30 (UTC+2) | Cayman 30', 37' Wullaert 87' | Verslag | 38' Dușa 53' Rus | Den Dreef, Leuven Toeschouwers: 3.943 Scheidsrechter: Marte Sørø |

|                               |                               |         |          |                                                                                                 |
| 24 oktober 2017 15:00 (UTC+2) | Italië                        | 3 – 0   | Roemenië | Stadio Teofilo Patini, Castel di Sangro Toeschouwers: 530 Scheidsrechter: Karolina Radzik-Johan |
| 24 oktober 2017 15:00 (UTC+2) | Girelli 51', 76' Bonansea 78' | Verslag |          | Stadio Teofilo Patini, Castel di Sangro Toeschouwers: 530 Scheidsrechter: Karolina Radzik-Johan |

|                               |          |         |               | |
| 24 oktober 2017 18:00 (UTC+2) | Portugal | 0 – 1   | België        | Estádio Municipal 25 de Abril, Penafiel Toeschouwers: 4.136 Scheidsrechter: Anastasia Poestovojtova |
| 24 oktober 2017 18:00 (UTC+2) |          | Verslag | 47' De Caigny | Estádio Municipal 25 de Abril, Penafiel Toeschouwers: 4.136 Scheidsrechter: Anastasia Poestovojtova |

|                                | |         |                   |                                                                              |
| 24 november 2017 18:00 (UTC+1) | Portugal                                                                                            | 8 – 0   | Moldavië          | Estádio do Bonfim, Setúbal Toeschouwers: 3.283 Scheidsrechter: Tanja Subotič |
| 24 november 2017 18:00 (UTC+1) | Mendes 19' Cușinova 32' (e.d.) Costa 47', 83' Di. Silva 63' Do. Silva 72' (pen.) Marques 79', 90+2' | Verslag | 49', 82' Munteanu | Estádio do Bonfim, Setúbal Toeschouwers: 3.283 Scheidsrechter: Tanja Subotič |

|                                |                                 |         |           |                                                                                   |
| 28 november 2017 10:00 (UTC+1) | Roemenië                        | 3 – 1   | Moldavië  | Stadionul Mogoșoaia, Mogoșoaia Toeschouwers: 250 Scheidsrechter: Ivana Projkovska |
| 28 november 2017 10:00 (UTC+1) | Voicu 27', 52' Miron 59' (e.d.) | Verslag | 51' Miron | Stadionul Mogoșoaia, Mogoșoaia Toeschouwers: 250 Scheidsrechter: Ivana Projkovska |

|                                |          |         |              |                                                                                                |
| 28 november 2017 18:00 (UTC+1) | Portugal | 0 – 1   | Italië       | Estádio António Coimbra da Mota, Estoril Toeschouwers: 817 Scheidsrechter: Marta Huerta de Aza |
| 28 november 2017 18:00 (UTC+1) |          | Verslag | 37' Sabatino | Estádio António Coimbra da Mota, Estoril Toeschouwers: 817 Scheidsrechter: Marta Huerta de Aza |

|                            |          |         |                                                        |                                                                                 |
| 6 april 2018 12:00 (UTC+2) | Moldavië | 1 – 3   | Italië                                                 | Stadionul CPSM, Vadul lui Vodă Toeschouwers: 400 Scheidsrechter: Shona Shukrula |
| 6 april 2018 12:00 (UTC+2) | Toma 43' | Verslag | 8' Tucceri Cimini 30' (e.d.) Colesnicenco 76' Giacinti | Stadionul CPSM, Vadul lui Vodă Toeschouwers: 400 Scheidsrechter: Shona Shukrula |

|                            |                 |         |                        |                                                                      |
| 6 april 2018 19:30 (UTC+2) | België          | 1 – 1   | Portugal               | Den Dreef, Leuven Toeschouwers: 8.000 Scheidsrechter: Esther Staubli |
| 6 april 2018 19:30 (UTC+2) | De Caigny 90+1' | Verslag | 90+3' (pen.) Do. Silva | Den Dreef, Leuven Toeschouwers: 8.000 Scheidsrechter: Esther Staubli |

|                             |                         |         |                   |                                                                                 |
| 10 april 2018 18:00 (UTC+2) | Italië                  | 2 – 1   | België            | Stadio Paolo Mazza, Ferrara Toeschouwers: 7.500 Scheidsrechter: Katalin Kulcsár |
| 10 april 2018 18:00 (UTC+2) | Rosucci 42' Girelli 80' | Verslag | 37' (pen.) Cayman | Stadio Paolo Mazza, Ferrara Toeschouwers: 7.500 Scheidsrechter: Katalin Kulcsár |

|                             |          |       |          |                                                                              |
| 10 april 2018 18:00 (UTC+2) | Moldavië | 0 – 0 | Roemenië | Stadionul Zimbru, Chisinau Toeschouwers: 2.330 Scheidsrechter: Vesna Budimir |
| 10 april 2018 18:00 (UTC+2) | Verslag  |       |          | Stadionul Zimbru, Chisinau Toeschouwers: 2.330 Scheidsrechter: Vesna Budimir |

|                           |                                      |         |          |                                                                                       |
| 8 juni 2018 20:45 (UTC+2) | Italië                               | 3 – 0   | Portugal | Stadio Artemio Franchi, Florence Toeschouwers: 6.500 Scheidsrechter: Pernilla Larsson |
| 8 juni 2018 20:45 (UTC+2) | Girelli 4' Salvai 13' Bonansea 90+1' | Verslag |          | Stadio Artemio Franchi, Florence Toeschouwers: 6.500 Scheidsrechter: Pernilla Larsson |

|                            |          |         |                                                                                              |                                                                               |
| 10 juni 2018 18:00 (UTC+2) | Moldavië | 0 – 7   | België                                                                                       | Stadionul Zimbru, Chisinau Toeschouwers: 1.000 Scheidsrechter: Marina Višnjić |
| 10 juni 2018 18:00 (UTC+2) |          | Verslag | 45', 88' Cayman 49' Velde 65' Zeler 77' Biesmans 80' (e.d.) Colesnicenco 83' (pen.) Wullaert | Stadionul Zimbru, Chisinau Toeschouwers: 1.000 Scheidsrechter: Marina Višnjić |

|                            |            |         |            |                                                                                |
| 12 juni 2018 19:00 (UTC+2) | Roemenië   | 1 – 1   | Portugal   | Stadionul Municipal, Botoșani Toeschouwers: 3.175 Scheidsrechter: Ewa Augustyn |
| 12 juni 2018 19:00 (UTC+2) | Mihail 34' | Verslag | 39' Norton | Stadionul Municipal, Botoșani Toeschouwers: 3.175 Scheidsrechter: Ewa Augustyn |

|                                |          |         |                                                                       |                                                                                 |
| 30 augustus 2018 18:00 (UTC+2) | Moldavië | 0 – 7   | Portugal                                                              | Stadionul Zimbru, Chisinau Toeschouwers: 540 Scheidsrechter: Irena Velevačkoska |
| 30 augustus 2018 18:00 (UTC+2) |          | Verslag | 21' Mendes 35' Norton 39', 41' Marques 85', 88' Di. Silva 90+1' Pinto | Stadionul Zimbru, Chisinau Toeschouwers: 540 Scheidsrechter: Irena Velevačkoska |

|                                |          |         |                   |                                                                                   |
| 31 augustus 2018 19:00 (UTC+2) | Roemenië | 0 – 1   | België            | Stadionul Municipal, Botoșani Toeschouwers: 3.867 Scheidsrechter: Lina Lehtovaara |
| 31 augustus 2018 19:00 (UTC+2) |          | Verslag | 84' Van Kerkhoven | Stadionul Municipal, Botoșani Toeschouwers: 3.867 Scheidsrechter: Lina Lehtovaara |

|                                |                     |         |                    |                                                                          |
| 4 september 2018 17:00 (UTC+2) | België              | 2 – 1   | Italië             | Den Dreef, Leuven Toeschouwers: 2.758 Scheidsrechter: Florence Guillemin |
| 4 september 2018 17:00 (UTC+2) | Vanmechelen 6', 35' | Verslag | 30' (pen.) Girelli | Den Dreef, Leuven Toeschouwers: 2.758 Scheidsrechter: Florence Guillemin |

|                                |                                                   |         |          |                                                                                           |
| 4 september 2018 18:00 (UTC+2) | Portugal                                          | 5 – 1   | Roemenië | Estádio Dr. Machado de Matos, Felgueiras Toeschouwers: 1.836 Scheidsrechter: Gyöngyi Gaál |
| 4 september 2018 18:00 (UTC+2) | Leite 30', 53' Nagy 42' (e.d.) Di. Silva 59', 90' | Verslag | 3' Bâtea | Estádio Dr. Machado de Matos, Felgueiras Toeschouwers: 1.836 Scheidsrechter: Gyöngyi Gaál |

### Groep 7
| Pos | Team       | Wed | W | G | V | Ptn | DV | DT | +/− | Kwalificatie       |       | Vlag van Spanje | Vlag van Oostenrijk | Vlag van Finland | Vlag van Servië | Vlag van Israël |
| --- | ---------- | --- | - | - | - | --- | -- | -- | --- | ------------------ | ----- | --------------- | ------------------- | ---------------- | --------------- | --------------- |
| 1   | Spanje     | 8   | 8 | 0 | 0 | 24  | 25 | 2  | +23 | Eindtoernooi       |       |                 | 4 – 0               | 5 – 1            | 3 – 0           | 2 – 0           |
| 2   | Oostenrijk | 8   | 5 | 1 | 2 | 16  | 19 | 7  | +12 | Stand nummers twee |       | 0 – 1           |                     | 4 – 1            | 1 – 1           | 2 – 0           |
| 3   | Finland    | 8   | 3 | 1 | 4 | 10  | 9  | 13 | −4  |                    |       | 0 – 2           | 0 – 2               |                  | 1 – 0           | 4 – 0           |
| 4   | Servië     | 8   | 2 | 1 | 5 | 7   | 5  | 13 | −8  |                    | 1 – 2 | 0 – 4           | 0 – 2               |                  | 2 – 0           |                 |
| 5   | Israël     | 8   | 0 | 1 | 7 | 1   | 0  | 23 | −23 |                    | 0 – 6 | 0 – 6           | 0 – 0               | 0 – 1            |                 |                 |

|                                 |        |         |                                  |                                                                                 |
| 19 september 2017 20:00 (UTC+2) | Servië | 0 – 4   | Oostenrijk                       | Mladoststadion, Kruševac Toeschouwers: 1.270 Scheidsrechter: Sandra Braz Bastos |
| 19 september 2017 20:00 (UTC+2) |        | Verslag | 15', 37', 90+2' Burger 18' Billa | Mladoststadion, Kruševac Toeschouwers: 1.270 Scheidsrechter: Sandra Braz Bastos |

|                               |                                          |         |        |                                                                            |
| 19 oktober 2017 15:30 (UTC+2) | Servië                                   | 2 – 0   | Israël | Čukaričkistadion, Belgrado Toeschouwers: 200 Scheidsrechter: Lucie Šulcová |
| 19 oktober 2017 15:30 (UTC+2) | Filipović 8' Damjanović 13' Čanković 17' | Verslag |        | Čukaričkistadion, Belgrado Toeschouwers: 200 Scheidsrechter: Lucie Šulcová |

|                               |                   |         |        |                                                                                |
| 22 oktober 2017 16:00 (UTC+2) | Finland           | 1 – 0   | Servië | Telia 5G -areena, Helsinki Toeschouwers: 1.679 Scheidsrechter: Carina Vitulano |
| 22 oktober 2017 16:00 (UTC+2) | Tenkov 79' (e.d.) | Verslag |        | Telia 5G -areena, Helsinki Toeschouwers: 1.679 Scheidsrechter: Carina Vitulano |

|                               |        |         |                                                              |                                                                               |
| 23 oktober 2017 16:00 (UTC+2) | Israël | 0 – 6   | Spanje                                                       | Ramat Ganstadion, Ramat Gan Toeschouwers: 210 Scheidsrechter: Zuzana Kováčová |
| 23 oktober 2017 16:00 (UTC+2) |        | Verslag | 37', 57' Paredes 43', 84' Hermoso 73' Latorre 90+1' Sampedro | Ramat Ganstadion, Ramat Gan Toeschouwers: 210 Scheidsrechter: Zuzana Kováčová |

|                                |                         |         |        |                                                                                         |
| 23 november 2017 20:30 (UTC+1) | Oostenrijk              | 2 – 0   | Israël | Bundesstadion Südstadt, Maria Enzersdorf Toeschouwers: 3.100 Scheidsrechter: Amy Rayner |
| 23 november 2017 20:30 (UTC+1) | Puntigam 12' Burger 57' | Verslag |        | Bundesstadion Südstadt, Maria Enzersdorf Toeschouwers: 3.100 Scheidsrechter: Amy Rayner |

|                                |                |         |                            |                                                                        |
| 24 november 2017 16:30 (UTC+1) | Servië         | 1 – 2   | Spanje                     | Voždovacstadion, Belgrado Toeschouwers: 200 Scheidsrechter: Marte Sørø |
| 24 november 2017 16:30 (UTC+1) | Damjanović 78' | Verslag | 13' Hermoso 90+1' Guijarro | Voždovacstadion, Belgrado Toeschouwers: 200 Scheidsrechter: Marte Sørø |

|                                |                                          |         |        |                                                                               |
| 26 november 2017 13:00 (UTC+1) | Finland                                  | 4 – 0   | Israël | Telia 5G -areena, Helsinki Toeschouwers: 1.215 Scheidsrechter: Meliz Özçiğdem |
| 26 november 2017 13:00 (UTC+1) | Collin 40' Sällström 43', 55' Alanen 52' | Verslag |        | Telia 5G -areena, Helsinki Toeschouwers: 1.215 Scheidsrechter: Meliz Özçiğdem |

|                                |                                                     |         |            |                                                                                |
| 28 november 2017 20:15 (UTC+1) | Spanje                                              | 4 – 0   | Oostenrijk | Estadi de Son Moix, Palma Toeschouwers: 2.779 Scheidsrechter: Kateryna Monzoel |
| 28 november 2017 20:15 (UTC+1) | Putellas 3' Guijarro 16' Paredes 43' Torrecilla 57' | Verslag |            | Estadi de Son Moix, Palma Toeschouwers: 2.779 Scheidsrechter: Kateryna Monzoel |

|                               |        |         |                |                                                                               |
| 22 januari 2018 16:00 (UTC+1) | Israël | 0 – 0   | Finland        | Ramat Ganstadion, Ramat Gan Toeschouwers: 200 Scheidsrechter: Karoline Wacker |
| 22 januari 2018 16:00 (UTC+1) |        | Verslag | 17' Westerlund | Ramat Ganstadion, Ramat Gan Toeschouwers: 200 Scheidsrechter: Karoline Wacker |

|                            |                      |         |              |                                                                                                 |
| 5 april 2018 19:00 (UTC+2) | Oostenrijk           | 1 – 1   | Servië       | Bundesstadion Südstadt, Maria Enzersdorf Toeschouwers: 2.100 Scheidsrechter: Sandra Braz Bastos |
| 5 april 2018 19:00 (UTC+2) | Lazarević 32' (e.d.) | Verslag | 5' Radojičić | Bundesstadion Südstadt, Maria Enzersdorf Toeschouwers: 2.100 Scheidsrechter: Sandra Braz Bastos |

|                            |                   |         |                           |                                                                                   |
| 6 april 2018 17:05 (UTC+2) | Finland           | 0 – 2   | Spanje                    | Telia 5G -areena, Helsinki Toeschouwers: 3.331 Scheidsrechter: Florence Guillemin |
| 6 april 2018 17:05 (UTC+2) | Hyyrynen 65', 86' | Verslag | 11' Paredes 50' O. García | Telia 5G -areena, Helsinki Toeschouwers: 3.331 Scheidsrechter: Florence Guillemin |

|                             |        |         |               |                                                                                  |
| 10 april 2018 16:00 (UTC+2) | Israël | 0 – 1   | Servië        | Ramat Ganstadion, Ramat Gan Toeschouwers: 150 Scheidsrechter: Araksja Saribekjan |
| 10 april 2018 16:00 (UTC+2) |        | Verslag | 65' Stanković | Ramat Ganstadion, Ramat Gan Toeschouwers: 150 Scheidsrechter: Araksja Saribekjan |

|                             |            |         |             | |
| 10 april 2018 20:30 (UTC+2) | Oostenrijk | 0 – 1   | Spanje      | Bundesstadion Südstadt, Maria Enzersdorf Toeschouwers: 2.950 Scheidsrechter: Anastasia Poestovojtova |
| 10 april 2018 20:30 (UTC+2) |            | Verslag | 59' Hermoso | Bundesstadion Südstadt, Maria Enzersdorf Toeschouwers: 2.950 Scheidsrechter: Anastasia Poestovojtova |

|                           |                               |         |        |                                                                                        |
| 7 juni 2018 20:30 (UTC+2) | Spanje                        | 2 – 0   | Israël | Estadio de La Condomina, Murcia Toeschouwers: 3.368 Scheidsrechter: Iuliana Demetrescu |
| 7 juni 2018 20:30 (UTC+2) | Vilas 51' Putellas 88' (pen.) | Verslag |        | Estadio de La Condomina, Murcia Toeschouwers: 3.368 Scheidsrechter: Iuliana Demetrescu |

|                           |         |         |                                  |                                                                                |
| 8 juni 2018 17:00 (UTC+2) | Finland | 0 – 2   | Oostenrijk                       | Telia 5G -areena, Helsinki Toeschouwers: 4.130 Scheidsrechter: Ivana Martinčić |
| 8 juni 2018 17:00 (UTC+2) |         | Verslag | 6' (e.d.) Koivisto 72' Schiechtl | Telia 5G -areena, Helsinki Toeschouwers: 4.130 Scheidsrechter: Ivana Martinčić |

|                            |        |         |                                |                                                                       |
| 12 juni 2018 18:00 (UTC+2) | Servië | 0 – 2   | Finland                        | Zemunstadion, Zemun Toeschouwers: 307 Scheidsrechter: Henrikke Nervik |
| 12 juni 2018 18:00 (UTC+2) |        | Verslag | 17' Hyyrynen 82' (e.d.) Kostić | Zemunstadion, Zemun Toeschouwers: 307 Scheidsrechter: Henrikke Nervik |

|                            |        |         |                                                                                       |                                                                            |
| 12 juni 2018 18:30 (UTC+2) | Israël | 0 – 6   | Oostenrijk                                                                            | Ramat Ganstadion, Ramat Gan Toeschouwers: 100 Scheidsrechter: Eszter Urbán |
| 12 juni 2018 18:30 (UTC+2) |        | Verslag | 5' Schiechtl 19' Wenninger 49' Billa 56' (pen.) Puntigam 69' Aschauer 88' Feiersinger | Ramat Ganstadion, Ramat Gan Toeschouwers: 100 Scheidsrechter: Eszter Urbán |

|                                |                                                                   |         |               |                                                                                         |
| 31 augustus 2018 19:00 (UTC+2) | Spanje                                                            | 5 – 1   | Finland       | Estadio El Sardinero, Santander Toeschouwers: 7.593 Scheidsrechter: Désirée Grundbacher |
| 31 augustus 2018 19:00 (UTC+2) | Corredera 28', 45' Hermoso 38' Meriluoto 65' (e.d.) N. García 69' | Verslag | 33' Sällström | Estadio El Sardinero, Santander Toeschouwers: 7.593 Scheidsrechter: Désirée Grundbacher |

|                                |                                         |         |               |                                                                                                 |
| 4 september 2018 17:00 (UTC+2) | Oostenrijk                              | 4 – 1   | Finland       | Stadion Wiener Neustadt, Wiener Neustadt Toeschouwers: 1.800 Scheidsrechter: Sandra Braz Bastos |
| 4 september 2018 17:00 (UTC+2) | Billa 13', 68' Zadrazil 34' Pinther 49' | Verslag | 45' Sällström | Stadion Wiener Neustadt, Wiener Neustadt Toeschouwers: 1.800 Scheidsrechter: Sandra Braz Bastos |

|                                |                                     |         |        |                                                                               |
| 4 september 2018 20:30 (UTC+2) | Spanje                              | 3 – 0   | Servië | Estadio Las Gaunas, Logroño Toeschouwers: 7.727 Scheidsrechter: Vesna Budimir |
| 4 september 2018 20:30 (UTC+2) | Hermoso 3' (pen.), 75' Sampedro 35' | Verslag |        | Estadio Las Gaunas, Logroño Toeschouwers: 7.727 Scheidsrechter: Vesna Budimir |

### Stand nummers twee
De vier beste nummers twee uit de groepen deden mee aan de play-offs. Hierbij telden de resultaten tegen de nummer vijf in de groep niet mee.
| Pos | Grp | Team        | Wed | W | G | V | Ptn | DV | DT | +/− | Kwalificatie                |
| --- | --- | ----------- | --- | - | - | - | --- | -- | -- | --- | --------------------------- |
| 1   | 3   | Nederland   | 6   | 4 | 1 | 1 | 13  | 16 | 2  | +14 | Geplaatst voor de play-offs |
| 2   | 2   | Zwitserland | 6   | 4 | 1 | 1 | 13  | 13 | 5  | +8  | Geplaatst voor de play-offs |
| 3   | 6   | België      | 6   | 4 | 1 | 1 | 13  | 9  | 6  | +3  | Geplaatst voor de play-offs |
| 4   | 4   | Denemarken  | 6   | 4 | 0 | 2 | 12  | 17 | 7  | +10 | Geplaatst voor de play-offs |
| 5   | 5   | IJsland     | 6   | 3 | 2 | 1 | 11  | 9  | 6  | +3  |                             |
| 6   | 1   | Wales       | 6   | 3 | 2 | 1 | 11  | 5  | 3  | +2  |                             |
| 7   | 7   | Oostenrijk  | 6   | 3 | 1 | 2 | 10  | 11 | 7  | +4  |                             |

## Play-offs
De loting voor de play-offs vond plaats op 7 september 2018 in Nyon, Zwitserland. Er werd gespeeld in twee ronden van twee wedstrijden.
|  | Halve finale                           | Halve finale                          | Halve finale                          | Halve finale                          |  |             | Finale                                            | Finale                                            | Finale                                            | Finale                                            |
|  |                                        |                                       |                                       |                                       |  |             |                                                   |                                                   |                                                   |                                                   |
|  | 5 oktober – Breda / 9 oktober – Viborg |                                       |                                       |                                       |  |             |                                                   |                                                   |                                                   |                                                   |
|  | Nederland                              | 2                                     | 2                                     | 4                                     |  |             |                                                   |                                                   |                                                   |                                                   |
|  | Denemarken                             | 0                                     | 1                                     | 1                                     |  |             | 9 november – Utrecht / 13 november – Schaffhausen | 9 november – Utrecht / 13 november – Schaffhausen | 9 november – Utrecht / 13 november – Schaffhausen | 9 november – Utrecht / 13 november – Schaffhausen |
|  |                                        |                                       |                                       |                                       |  | Nederland   | 3                                                 | 1                                                 | 4                                                 |                                                   |
|  | 5 oktober – Leuven / 9 oktober – Biel  | 5 oktober – Leuven / 9 oktober – Biel | 5 oktober – Leuven / 9 oktober – Biel | 5 oktober – Leuven / 9 oktober – Biel |  | Zwitserland | 0                                                 | 1                                                 | 1                                                 |                                                   |
|  | België                                 | 2                                     | 1                                     | 3                                     |  |             |                                                   |                                                   |                                                   |                                                   |
|  | Zwitserland (u)                        | 2                                     | 1                                     | 3                                     |  |             |                                                   |                                                   |                                                   |                                                   |

### Halve finales
|                              |                                   |         |            |                                                                                  |
| 5 oktober 2018 20:00 (UTC+2) | Nederland                         | 2 – 0   | Denemarken | Rat Verlegh Stadion, Breda Toeschouwers: 17.000 Scheidsrechter: Kateryna Monzoel |
| 5 oktober 2018 20:00 (UTC+2) | Beerensteyn 21' Van de Sanden 42' | Verslag |            | Rat Verlegh Stadion, Breda Toeschouwers: 17.000 Scheidsrechter: Kateryna Monzoel |

|                              |                 |         |                       |                                                                        |
| 9 oktober 2018 18:00 (UTC+2) | Denemarken      | 1 – 2   | Nederland             | Viborgstadion, Viborg Toeschouwers: 5.374 Scheidsrechter: Sara Persson |
| 9 oktober 2018 18:00 (UTC+2) | Nadim 5' (pen.) | Verslag | 7', 90+2' Beerensteyn | Viborgstadion, Viborg Toeschouwers: 5.374 Scheidsrechter: Sara Persson |

|                              |                    |         |                  |                                                                               |
| 5 oktober 2018 20:30 (UTC+2) | België             | 2 – 2   | Zwitserland      | Den Dreef, Leuven Toeschouwers: 7.300 Scheidsrechter: Anastasia Poestovojtova |
| 5 oktober 2018 20:30 (UTC+2) | Cayman 5' Neve 60' | Verslag | 55', 87' Lehmann | Den Dreef, Leuven Toeschouwers: 7.300 Scheidsrechter: Anastasia Poestovojtova |

|                              |              |         |               |                                                                      |
| 9 oktober 2018 19:00 (UTC+2) | Zwitserland  | 1 – 1   | België        | Tissot Arena, Biel Toeschouwers: 2.650 Scheidsrechter: Jana Adámková |
| 9 oktober 2018 19:00 (UTC+2) | Reuteler 23' | Verslag | 77' De Caigny | Tissot Arena, Biel Toeschouwers: 2.650 Scheidsrechter: Jana Adámková |

### Finale
|                               |                                    |         |             |                                                                                    |
| 9 november 2018 20:00 (UTC+1) | Nederland                          | 3 – 0   | Zwitserland | Stadion Galgenwaard, Utrecht Toeschouwers: 23.750 Scheidsrechter: Pernilla Larsson |
| 9 november 2018 20:00 (UTC+1) | Spitse 49' Martens 71' Miedema 80' | Verslag |             | Stadion Galgenwaard, Utrecht Toeschouwers: 23.750 Scheidsrechter: Pernilla Larsson |

|                                |             |         |                       |                                                                                |
| 13 november 2018 19:00 (UTC+1) | Zwitserland | 1 – 1   | Nederland             | LIPO Park, Schaffhausen Toeschouwers: 5.148 Scheidsrechter: Stéphanie Frappart |
| 13 november 2018 19:00 (UTC+1) | Sow 71'     | Verslag | 8' Dekker 52' Miedema | LIPO Park, Schaffhausen Toeschouwers: 5.148 Scheidsrechter: Stéphanie Frappart |

## Doelpuntenmakers
10 doelpunten
- Janice Cayman

7 doelpunten
- Nadia Nadim
- Cristiana Girelli
- Vivianne Miedema
- Lisa-Marie Karlseng Utland
- Jennifer Hermoso

6 doelpunten
- Sanne Troelsgaard Nielsen
- Alexandra Popp
- Lea Schüller
- Nikita Parris
- Sherida Spitse
- Caroline Graham Hansen
- Jelena Danilova
- Nadezjda Smirnova
- Lara Dickenmann

5 doelpunten
- Tessa Wullaert
- Pernille Harder
- Lineth Beerensteyn
- Ewa Pajor
- Diana Silva

4 doelpunten
- Tine De Caigny
- Hasret Kayikçi
- Tabea Kemme
- Lina Magull
- Toni Duggan
- Linda Sällström
- Gunnhildur Yrsa Jónsdóttir
- Lieke Martens
- Guro Reiten
- Daryna Apanasjtsjenko
- Nicole Billa
- Nina Burger
- Vanessa Malho
- Erin Cuthbert
- Jane Ross
- Lara Prašnikar
- Irene Paredes
- Petra Divišová
- Tereza Kožárová
- Kateřina Svitková
- Selen Altunkulak
- Melike Pekel
- Kayleigh Green
- Kosovare Asllani

3 doelpunten
- Megi Doçi
- Davinia Vanmechelen
- Svenja Huth
- Jill Scott
- Zsanett Jakabfi
- Fanny Vágó
- Leanne Kiernan
- Dagný Brynjarsdóttir
- Fanndís Friðriksdóttir
- Elín Metta Jensen
- Glódís Perla Viggósdóttir
- Barbara Bonansea
- Armisa Kuč
- Shanice van de Sanden
- Agnieszka Winczo
- Kim Little
- Lucie Voňková
- Ebru Topçu
- Stina Blackstenius
- Viola Calligaris

2 doelpunten
- Furtuna Velaj
- Kathrin Hendrich
- Carolin Simon
- Lucy Bronze
- Izzy Christiansen
- Steph Houghton
- Fran Kirby
- Beth Mead
- Jodie Taylor
- Eyðvør Klakstein
- Heidi Sevdal
- Milja Simonsen
- Sofia Nati
- Henrietta Csiszár
- Katie McCabe
- Rakel Hönnudóttir
- Arava Shahaf
- Daniel Sofer
- Daniela Sabatino
- Joelia Mjasnikova
- Joelia Nikolajenko
- Agnesa Rexha
- Sandra Žigić
- Anastasija Fjodorova
- Gabriela De Lemos
- Slađana Bulatović
- Jasna Djoković
- Stefanie van der Gragt
- Caragh Milligan
- Isabell Herlovsen
- Tetjana Kozyrenko
- Sarah Puntigam
- Katharina Schiechtl
- Ewelina Kamczyk
- Carole Costa
- Ana Leite
- Carolina Mendes
- Andreia Norton
- Dolores Silva
- Andreea Voicu
- Claire Emslie
- Lisa Evans
- Nevena Damjanović
- Mateja Zver
- Marta Corredera
- Patricia Guijarro
- Alèxia Putellas
- Amanda Sampedro
- Eva Bartoňová
- Lina Hurtig
- Sofia Jakobsson
- Elin Rubensson
- Caroline Seger
- Ramona Bachmann
- Ana-Maria Crnogorčević
- Florijana Ismaili
- Géraldine Reuteler
- Alisha Lehmann

1 doelpunt
- Arbiona Bajraktari
- Lavdie Begolli
- Lucie Gjini
- Qendresa Krasniqi
- Geldona Morina
- Julie Biesmans
- Laura Deloose
- Laura De Neve
- Davina Philtjens
- Ella van Kerkhoven
- Chloe Velde
- Aline Zeler
- Alma Kamerić
- Milena Nikolić
- Simone Boye Sørensen
- Signe Bruun
- Nanna Christiansen
- Theresa Nielsen
- Nicoline Sørensen
- Linda Dallmann
- Kristin Demann
- Leonie Maier
- Dzsenifer Marozsán
- Babett Peter
- Rachel Daly
- Melissa Lawley
- Jordan Nobbs
- Lucy Staniforth
- Signy Aarna
- Rannvá Andreasen
- Lív Arge
- Ásla Johannesen
- Birita Nielsen
- Emmi Alanen
- Kaisa Collin
- Tuija Hyyrynen
- Marjam Danelia
- Goelnara Gabelia
- Chatia Ttsjkonia
- Natalia Chatzigiannidou
- Eleni Kakambouki
- Sofia Kongouli
- Eleni Markou
- Anastasia Papadopoulou
- Danai-Eleni Sidira
- Amber Barrett
- Megan Campbell
- Denise O'Sullivan
- Agla María Albertsdóttir
- Sara Björk Gunnarsdóttir
- Harpa Þorsteinsdóttir
- Berglind Björg Þorvaldsdóttir
- Marian Awad
- Lee Falkon
- Linoy Rogers
- Karin Sendel
- Valentina Bergamaschi
- Linda Tucceri Cimini
- Valentina Giacinti
- Martina Rosucci
- Cecilia Salvai
- Jekaterina Babsjoek
- Blerta Shala
- Isabella Dujmenović
- Izabela Lojna
- Ivana Rudelic
- Renāte Fedotova
- Karlīna Miksone
- Olga Ševcova
- Elīza Spruntule
- Sandra Voitāne
- Anika Kyžaitė
- Kamilė Vaičiulaitytė
- Jessica Birkel
- Rachel Cuschieri
- Jade Flask
- Dorianne Theuma
- Cristina Cerescu
- Claudia Chiper
- Nadejda Colesnicenco
- Eugenia Miron
- Natalia Munteanu
- Carolina Țabur
- Anastasia Toma
- Jadranka Pavičević
- Daniëlle van de Donk
- Jackie Groenen
- Rachel Furness
- Julie Nelson
- Ingrid Syrstad Engen
- Maren Mjelde
- Elise Thorsnes
- Darja Kravets
- Olcha Ovditsjoek
- Verena Aschauer
- Laura Feiersinger
- Viktoria Pinther
- Carina Wenninger
- Sarah Zadrazil
- Katarzyna Daleszczyk
- Agata Guściora
- Dżesika Jaszek
- Aleksandra Sikora
- Agata Tarczyńska
- Fátima Pinto
- Mara Bâtea
- Cosmina Dușa
- Isabelle Mihail
- Laura Rus
- Marina Fjodorova
- Maria Galaj
- Anna Kozjnikova
- Jelena Morozova
- Fiona Brown
- Zoe Ness
- Tijana Filipović
- Marija Radojičić
- Milica Stanković
- Sara Agrež
- Lara Ivanuša
- Špela Rozmarič
- Klaudia Fabová
- Dominika Škorvánková
- Jana Vojteková
- Nahikari García
- Olga García
- Bárbara Latorre
- Virginia Torrecilla
- Mari Paz Vilas
- Lucie Martínková
- Antonie Stárová
- Tereza Szewieczková
- Didem Karagenç
- Jessica Fishlock
- Natasha Harding
- Hayley Ladd
- Anastasia Charlanova
- Karina Olchovik
- Anastasia Sjlapakova
- Anastasia Sjoeppo
- Anastasia Sjtsjerbatsjenia
- Magdalena Eriksson
- Nilla Fischer
- Hanna Folkesson
- Mimmi Larsson
- Vanessa Bernauer
- Jana Brunner
- Rahel Kiwic
- Coumba Sow
- Lia Wälti

1 eigen doelpunt
- Lavdie Begolli (tegen Schotland)
- Miriam Tizón (tegen Israël)
- Amira Spahić (tegen Kazachstan)
- Emma Koivisto (tegen Oostenrijk)
- inna Meriluoto (tegen Spanje)
- Marie Hourihan (tegen Slowakije)
- Blerina Musa (tegen Albanië)
- Matea Bošnjak (tegen Oekraïne)
- Algimante Mikutaitė (tegen Moldavië)
- Sarah Elias (tegen Turkije)
- Olga Cușinova (tegen Portugal)
- Eugenia Miron (tegen Roemenië)
- Rachel Furness (tegen Ierland)
- Billie Simpson (tegen Ierland)
- Elvira Todoea (tegen Bosnië en Herzegovina)
- Andreea Corduneanu (tegen Italië)
- Melinda Nagy (tegen Portugal)
- Sophie Howard (tegen Polen)
- Milica Kostić (tegen Finland)
- Aleksandra Lazarević (tegen Oostenrijk)
- Mirela Tenkov (tegen Finland)
- Lana Golob (tegen Duitsland)
- Jana Vojteková (tegen Ierland)
- Eva Bartoňová (tegen Duitsland)
- Valeria Karatsjoen (tegen Zwitserland)
- Anna Kozjoepa (tegen Schotland)

3 eigen doelpunten
- Nadejda Colesnicenco (2× tegen België en 1× tegen Italië)